# 藤子・F・不二雄の著作一覧
藤子・F・不二雄の著作一覧（ふじこ・エフ・ふじおのちょさくいちらん）では、漫画家の藤子・F・不二雄（藤本弘）の著作を一覧としてまとめる。大部分は共同筆名「藤子不二雄」名義の作品。
- 本一覧では、基本的に下記の4種の作品について扱う。
  - 藤本弘が単独で執筆し藤子不二雄名義で発表し、1988年の独立以降は「藤子・F・不二雄」名義となっている作品（例：『キテレツ大百科』）。
  - 藤本弘と安孫子素雄が共同で執筆して藤子不二雄名義で発表した合作のうち、1988年の独立以降は「藤子・F・不二雄」単独名義となった合作（例：『（旧）パーマン』『（新）オバケのQ太郎』）。
  - 藤本弘と安孫子素雄が共同で執筆して藤子不二雄名義で発表し、1988年の独立以降は「藤子・F・不二雄 藤子不二雄Ⓐ」名義となった合作のうち、『Fの森の歩き方』の一覧に掲載されている合作（例：『オバケのQ太郎』『仙べえ』『名犬タンタン』『ジロキチ』）。
  - 1988年から1996年に藤本弘が単独名義（1989年以降は「藤子・F・不二雄」）で執筆した作品（例：『未来の想い出』）。
- 藤本弘と安孫子素雄が共同で執筆して藤子不二雄名義で発表した合作のうち、下記の作品は本一覧では扱わない。それらを含む作品一覧は藤子不二雄の連載一覧、藤子不二雄の読切一覧を参照。
  - 藤本も人物の作画等を担当する合作だが、1988年の独立以降は「藤子不二雄Ⓐ」単独名義となっているもの（例：『わかとの』『きえる快速車』など）。
  - 1988年の独立以降も合作名義になっている可能性がある[注 1]が、『Fの森の歩き方』の一覧には掲載されていない合作（例：『大平原児』『なかないさぶちゃん』など）。
  - 藤本も背景等の作画で参加しているが、合作扱いとなっておらず、1988年の独立以降は「藤子不二雄Ⓐ」単独名義となっている1950年代頃までの安孫子担当作品（例：『ロケットくん』など。1960年代に多人数のアシスタントを雇用してからは、安孫子担当作品の作画に藤本は基本的に関与していない）。
- 発表名義は原則として、1953年（昭和28年）夏の『旋風都市』発表時から1988年（昭和63年）2月頃までの作品は藤子不二雄名義、同年3月頃の作品から藤子不二雄Ⓕ名義、1989年（昭和64年）1月下旬頃以降の作品は藤子・F・不二雄名義で発表。この他の名義で発表された作品については備考欄に名義を記載。
- 掲載基準（漫画を中心とし、文章やカット等について割愛）は『Fの森の歩き方』に従った。
- 掲載順（No.でソートした際の順番）は、『Fの森の歩き方』は「月号」「○月○日号」等の表示に準じたおおまかな初出順なため、可能な限り実際の初出順（掲載媒体の発売日順）になるように修正した。詳細は#掲載媒体の発売日を参照。
- 作品タイトルは、藤子・F・不二雄死去時の単行本での表記を記載した。
  - 改題された場合はその旨を記載した。
  - 単行本による表記ゆれがあるタイトル名は、初出時のタイトルロゴやその後の単行本でのタイトルロゴを比較し、正式な表記と思われるものを採用した（『劇画・オバQ』『わが子・スーパーマン』は初出のタイトルロゴには中黒がないが、その後タイトルロゴに中黒が追加されたため、中黒ありのものが正式なタイトルと考えられる）。
  - サブタイトル（項目によっては正式タイトルの後に括弧内に記載）は初出時のものと単行本収録時のものが混在している。
  - 『ドラミちゃん』『ペケポコバケラッタ』等のスピンオフ作品で、単行本収録時にタイトルが『ドラえもん』『新オバケのQ太郎』等に統合された作品のタイトルは初出時のまま記載した。
  - 同じタイトルの作品であっても掲載誌が異なるものについては独立したデータとして扱う。
    - 出典では1つのデータとして扱われている「ドラえもん（ガラパ星からきた男）」についても、掲載誌でソート時の便宜のために3つのデータとして分割した。

  - 連載企画「ドラとバケルともうひとつ」内の作品は各回が独立した作品となっていることから、ソートの利便性を考慮して「ドラとバケルともうひとつ」と重複させた独立データとして扱っている。
- ソート順は原則として五十音順で指定しているが、一部例外もある。詳細は凡例を参照。
- 本一覧は著作の総合一覧としてSF短編も掲載しているが、特に同短編を他の読切と区別はしていない。どの短編がSF短編として扱われているかやSF短編の詳細な収録状況等については、藤子・F・不二雄のSF短編一覧を参照。

## 作品検索用目次
本一覧はソート可能な表を使用しており、昇順ソート後に以下の目次を使用することにより、作品検索が行える。目次は昇順ソート時にソート対象に対してのみ有効に機能する。デフォルトでは発表順となっているため発表年目次のみが有効であり、その他の目次は正しく機能しない。他の目次を利用するに際には、事前に対応する列での昇順ソートをする必要がある。
| 種類           | 目次リンク                                       | 目次リンク                                       | 目次リンク                                       | 目次リンク                                       | 目次リンク                                       | 目次リンク                                       | 目次リンク                                       | 目次リンク                                       | 目次リンク                                       | 目次リンク                                       | 使用前に ソートする列 | ソート結果                                               |
| -------------- | ------------------------------------------------ | ------------------------------------------------ | ------------------------------------------------ | ------------------------------------------------ | ------------------------------------------------ | ------------------------------------------------ | ------------------------------------------------ | ------------------------------------------------ | ------------------------------------------------ | ------------------------------------------------ | --------------------- | -------------------------------------------------------- |
| 発表年目次     | 1951                                             | 1952                                             | 1953                                             | 1954                                             | 1955                                             | 1956                                             | 1957                                             | 1958                                             | 1959                                             | 1960                                             | 最左列 （デフォルト） | 発表年順。詳細は#No.を参照。                             |
| 発表年目次     | 1961                                             | 1962                                             | 1963                                             | 1964                                             | 1965                                             | 1966                                             | 1967                                             | 1968                                             | 1969                                             | 1970                                             | 最左列 （デフォルト） | 発表年順。詳細は#No.を参照。                             |
| 発表年目次     | 1971                                             | 1972                                             | 1973                                             | 1974                                             | 1975                                             | 1976                                             | 1977                                             | 1978                                             | 1979                                             | 1980                                             | 最左列 （デフォルト） | 発表年順。詳細は#No.を参照。                             |
| 発表年目次     | 1981                                             | 1982                                             | 1983                                             | 1984                                             | 1985                                             | 1986                                             | 1987                                             | 1988                                             | 1989                                             | 1990                                             | 最左列 （デフォルト） | 発表年順。詳細は#No.を参照。                             |
| 発表年目次     | 1991                                             | 1992                                             | 1993                                             | 1994                                             | 1995                                             | 1996                                             |                                                  |                                                  |                                                  |                                                  | 最左列 （デフォルト） | 発表年順。詳細は#No.を参照。                             |
| 五十音順目次   | あ・か・さ・た・な・は・ま・や・ら・わ           | あ・か・さ・た・な・は・ま・や・ら・わ           | あ・か・さ・た・な・は・ま・や・ら・わ           | あ・か・さ・た・な・は・ま・や・ら・わ           | あ・か・さ・た・な・は・ま・や・ら・わ           | あ・か・さ・た・な・は・ま・や・ら・わ           | あ・か・さ・た・な・は・ま・や・ら・わ           | あ・か・さ・た・な・は・ま・や・ら・わ           | -                                                | -                                                | タイトル列            | 50音順。詳細は#タイトル欄を参照。                        |
| 五十音順目次   | あ・か・さ・た・な・は・ま・や・ら・わ           | あ・か・さ・た・な・は・ま・や・ら・わ           | あ・か・さ・た・な・は・ま・や・ら・わ           | あ・か・さ・た・な・は・ま・や・ら・わ           | あ・か・さ・た・な・は・ま・や・ら・わ           | あ・か・さ・た・な・は・ま・や・ら・わ           | あ・か・さ・た・な・は・ま・や・ら・わ           | あ・か・さ・た・な・は・ま・や・ら・わ           | -                                                | -                                                | 出版社列              | 50音順+末尾に出版社不明のもの。詳細は#出版社欄を参照。   |
| 五十音順目次   | あ・か・さ・た・な・は・ま・や・ら・わ           | あ・か・さ・た・な・は・ま・や・ら・わ           | あ・か・さ・た・な・は・ま・や・ら・わ           | あ・か・さ・た・な・は・ま・や・ら・わ           | あ・か・さ・た・な・は・ま・や・ら・わ           | あ・か・さ・た・な・は・ま・や・ら・わ           | あ・か・さ・た・な・は・ま・や・ら・わ           | あ・か・さ・た・な・は・ま・や・ら・わ           | 数字                                             | 数字                                             | 掲載誌列              | 50音順+末尾に数字から始まる雑誌。詳細は#掲載誌欄を参照。 |
| 形式別目次     | 連載漫画・読切漫画・その他の漫画・漫画以外の作品 | 連載漫画・読切漫画・その他の漫画・漫画以外の作品 | 連載漫画・読切漫画・その他の漫画・漫画以外の作品 | 連載漫画・読切漫画・その他の漫画・漫画以外の作品 | 連載漫画・読切漫画・その他の漫画・漫画以外の作品 | 連載漫画・読切漫画・その他の漫画・漫画以外の作品 | 連載漫画・読切漫画・その他の漫画・漫画以外の作品 | 連載漫画・読切漫画・その他の漫画・漫画以外の作品 | 連載漫画・読切漫画・その他の漫画・漫画以外の作品 | 連載漫画・読切漫画・その他の漫画・漫画以外の作品 | 形式列                | 作品の発表形式別に左記の順で。詳細は#形式欄を参照。      |
| 収録状況別目次 | 収録済・収録予定・収録未確定                     | 収録済・収録予定・収録未確定                     | 収録済・収録予定・収録未確定                     | 収録済・収録予定・収録未確定                     | 収録済・収録予定・収録未確定                     | 収録済・収録予定・収録未確定                     | 収録済・収録予定・収録未確定                     | 収録済・収録予定・収録未確定                     | 収録済・収録予定・収録未確定                     | 収録済・収録予定・収録未確定                     | 全集列                | 大全集への収録状況を左記の順に。詳細は#全集欄を参照。    |
| 備考種別目次   | 名義・共作者・受賞歴・その他                     | 名義・共作者・受賞歴・その他                     | 名義・共作者・受賞歴・その他                     | 名義・共作者・受賞歴・その他                     | 名義・共作者・受賞歴・その他                     | 名義・共作者・受賞歴・その他                     | 名義・共作者・受賞歴・その他                     | 名義・共作者・受賞歴・その他                     | 名義・共作者・受賞歴・その他                     | 名義・共作者・受賞歴・その他                     | 備考列                | 備考を4種に大別して左記の順に。詳細は#備考欄を参照。     |

## 作品一覧
- 各列見出しのリンクからは凡例に移動。
- 表中の小見出し行の左端にある▲からは作品検索用目次に、右端にある↑・↓からは一つ上・下の小見出し列に移動できる。

|  | 連載漫画 |  | 読切漫画 |  | その他漫画 |  | 漫画以外 |  | 企画（読切等を含む） | 背景色の詳細な凡例 |

| No. | タイトル                                    | A  | 形式   | 出版社         | 掲載誌                                                                   | 全集       | 備考 |
| --- | ------------------------------------------- | -- | ------ | -------------- | ------------------------------------------------------------------------ | ---------- | --- |
| ▲   | Ｚ                                          | Ｚ | Ｚ     | Ｚ             | 1951年（昭和26年）                                                       | Ｚ         | ■ ↓ |
| 001 | 天使の玉ちゃん                              | ★  | 連載   | 毎日新聞社     | 毎日小学生新聞（大阪版） 1951年12月16日付 - 1952年04月04日付             | 10002      | 名義：あびこもとお ふじもとひろし デビュー作                                                                                                  |
| ▲   | Ｚ                                          | Ｚ | Ｚ     | Ｚ             | 1952年（昭和27年）                                                       | Ｚ         | ↑ ↓ |
| 002 | 西部のどこかで                              | ★  | 読切   | 秋田書店       | 少年少女冒険王 1952年12月号                                              | 未確定     | 名義：足塚不二雄 |
| 003 | 三人きょうだいとにんげん砲弾                | ★  | 読切   | 秋田書店       | 漫画王 1952年12月号付録                                                  | 未確定     | 名義：足塚不二雄 |
| ▲   | Ｚ                                          | Ｚ | Ｚ     | Ｚ             | 1953年（昭和28年）                                                       | Ｚ         | ↑ ↓ |
| 004 | 四万年漂流                                  | ★  | 連載   | 秋田書店       | 少年少女冒険王 1953年02月号 - 07月号                                     | 未確定     | 名義：足塚不二雄 |
| 005 | UTOPIA 最後の世界大戦                       | ★  | 描下   | 鶴書房         | 『UTOPIA 最後の世界大戦』（1953年08月10日）                              | 10001      | 名義：足塚不二雄 |
| 006 | 旋風都市                                    | ★  | 読切   | 集英社         | おもしろブック 1953年夏休み増刊号                                        | 未確定     | － |
| 007 | 暴風の奇術                                  | － | 読切   | 秋田書店       | 少年少女冒険王 1953年12月号                                              | 09802      | － |
| ▲   | Ｚ                                          | Ｚ | Ｚ     | Ｚ             | 1954年（昭和29年）                                                       | Ｚ         | ↑ ↓ |
| 008 | 宇宙鉱脈                                    | － | 読切   | 三和出版       | 探偵王増刊 漫画ブック 1954年新年増刊号                                   | 09809      | 前年12月に発売 |
| 009 | 一米四方の冒険                              | ★  | 読切   | 学童社         | 漫画少年 1954年05月号                                                    | 未確定     | － |
| 010 | 海抜六千米の恐怖                            | ★  | 読切   | 学童社         | 漫画少年 1954年06月号                                                    | 未確定     | 藤子不二雄Ⓐデジタルセレクション『くまんばち作戦』に収録                                                                                       |
| 011 | お化け退治                                  | ★  | 読切   | 集英社         | おもしろブック 1954年夏休み増刊号                                        | 未確定     | － |
| 012 | 世界メイ作劇場                              | － | 読切   | 学童社         | 漫画少年 1954年09月号                                                    | 未確定     | － |
| 013 | ぼくは…うしろにつけた                       | － | 読切   | 学童社         | 漫画少年 1954年09月号                                                    | 09810      | － |
| 014 | さてほんとうに穴をでるには?…                | － | 読切   | 学童社         | 漫画少年 1954年10月号                                                    | 09811      | － |
| 015 | ある日本人留学生からのローマ便り            | － | 読切   | 学童社         | 漫画少年 1954年11月号                                                    | 09812      | － |
| 016 | 史劇絵物語 十字架上の英雄                   | ★  | 絵物語 | 学童社         | 漫画少年 1954年11月号                                                    | 未確定     | － |
| 017 | ゆりかちゃん                                | － | 連載   | 光文社         | 少女 1954年12月号 - 1955年10月号                                         | 09901      | － |
| ▲   | Ｚ                                          | Ｚ | Ｚ     | Ｚ             | 1955年（昭和30年）                                                       | Ｚ         | ↑ ↓ |
| 018 | 海底人間メバル                              | － | 連載   | 講談社         | ぼくら 1955年01月創刊号 - 04月号                                         | 09801      | 前年12月に発売 |
| 019 | やっぱり女がいいわ                          | － | 読切   | 講談社         | なかよし 1955年01月号                                                    | 09914      | 前年12月に発売 |
| 020 | ねらわれた地球                              | ★  | 読切   | 集英社         | おもしろブック 1955年正月増刊号                                          | 未確定     | 前年12月に発売 |
| 021 | ゆりかちゃん（時は金なり）                  | － | 読切   | 光文社         | 少女 1955年新年増刊号                                                    | 09902      | 前年12月に発売 |
| 022 | バラとゆびわ                                | ★  | 読切   | 講談社         | 少女クラブ 1955年お正月増刊号付録                                        | 09913      | 原作：サッカレイ。前年12月に発売。F大全集月報51に共著記載漏れの訂正が掲載                                                                     |
| 023 | エミーと魔法のビン                          | － | 読切   | 光文社         | 少女 1955年02月号                                                        | 09905      | － |
| 024 | うっかりぼうや                              | － | 1頁    | 光文社         | 少女 1955年02月号                                                        | 09906      | － |
| 025 | よるの王子さま                              | － | 連載   | 学習研究社     | 二年ブック 1955年04月号 - 06月号                                         | 09916      | － |
| 026 | コンちゃんのリンゴ                          | － | 1頁    | 学習研究社     | 二年ブック 1955年04月号                                                  | 09918      | － |
| 027 | まほうのリンゴ                              | － | 1頁    | 学習研究社     | 三年ブック 1955年04月号                                                  | 09920      | － |
| 028 | おやゆびひめ                                | － | 読切   | 講談社         | 幼年クラブ 1955年05月号付録                                              | 09922      | 原作：アンデルセン |
| 029 | ロボットくんはりきる!                       | － | 読切   | 学習研究社     | 三年ブック 1955年05月号                                                  | 09921      | － |
| 030 | 光にあたれ陽にあたれ                        | ★  | 連載   | 学童社         | 漫画少年 1955年06月号-10月号                                             | 未確定     | － |
| 031 | ゆきおとこ                                  | － | 読切   | 学習研究社     | 二年ブック 1955年06月号                                                  | 09919      | － |
| 032 | おさるのちえくらべ                          | － | 読切   | 講談社         | 講談社の漫画絵本 16（1955年06月05日）                                    | 09926      | 案：明石精一 |
| 033 | いつまでたってもおわらないまんが            | － | 1頁    | 講談社         | 講談社の漫画絵本 17（1955年06月05日）                                    | 09927      | － |
| 034 | べんりなリュックサック                      | － | 1頁    | 講談社         | 講談社の漫画絵本 27（1955年11月05日）                                    | 09928      | － |
| 035 | 母の呼ぶ歌                                  | ★  | 読切   | 光文社         | 少女 1955年11月号                                                        | 09907      | － |
| 036 | 黄金のすずらん                              | － | 読切   | 光文社         | 少女 1955年12月号                                                        | 09908      | － |
| ▲   | Ｚ                                          | Ｚ | Ｚ     | Ｚ             | 1956年（昭和31年）                                                       | Ｚ         | ↑ ↓ |
| 037 | 泣きだした王さま                            | － | 読切   | 光文社         | 少女 1956年01月号                                                        | 09909      | 前年12月に発売 |
| 038 | おやまのきょうだい                          | － | 読切   | 講談社         | 講談社の漫画絵本 35（1956年01月30日）                                    | 09929      | － |
| 039 | ちびとおに                                  | － | 読切   | 講談社         | 幼年クラブ 1956年02月号                                                  | 09923      | － |
| 040 | ライオンとこじか                            | － | 読切   | 講談社         | 講談社の漫画絵本 38（1956年02月29日）                                    | 09930      | － |
| 041 | 白さぎ城物語                                | ★  | 読切   | 光文社         | 少女 1956年03月号                                                        | 未確定     | － |
| 042 | トピちゃん                                  | － | 読切   | 秋田書店       | 漫画王 1956年 新学期増刊号「幼年王」                                     | 09808      | － |
| 043 | 光公子                                      | － | 読切   | 光文社         | 少女 1956年05月号付録                                                    | 09904      | － |
| 044 | 光公子                                      | － | 連載   | 光文社         | 少女 1956年06月号 - 10月号                                               | 09903      | － |
| 045 | 竹光一刀流                                  | － | 読切   | 秋田書店       | 漫画王 1956年06月号付録                                                  | 1031       | － |
| 046 | 山びこ剣士                                  | － | 連載   | 秋田書店       | 漫画王 1956年08月号付録 - 09月号付録                                     | 1032       | － |
| 047 | うっかりにいさん                            | － | 読切   | 講談社         | 幼年クラブ 1956年夏の増刊号                                              | 09924      | － |
| 048 | ぽちのおつかい                              | － | 読切   | 講談社         | たのしい一年生 1956年11月号別冊付録                                      | 09931      | － |
| 049 | どろぼうと天使                              | － | 読切   | 光文社         | 少女 1956年12月号                                                        | 09910      | － |
| ▲   | Ｚ                                          | Ｚ | Ｚ     | Ｚ             | 1957年（昭和32年）                                                       | Ｚ         | ↑ ↓ |
| 050 | あきれたあきおくん                          | － | 連載   | 講談社         | たのしい三年生 1957年01月創刊号 - 03月号                                 | 09917      | 前年12月に発売 |
| 052 | しゃっくり丸                                | － | 連載   | 講談社         | 幼年クラブ 1957年01月号 - 12月号                                         | 1041       | 前年12月に発売 |
| 053 | えり子のしあわせ                            | － | 読切   | 光文社         | 少女 1957年正月増刊号                                                    | 09911      | 前年12月に発売 |
| 054 | 幽霊ロケット                                | － | 読切   | 秋田書店       | 漫画王 1957年02月号付録                                                  | 09803      | － |
| 055 | 雲の中のミカド                              | － | 読切   | 光文社         | 少女 1957年03月号付録                                                    | 09912      | － |
| 056 | 海の快剣士                                  | － | 読切   | 秋田書店       | 漫画王 1957年05月号付録                                                  | 1033       | － |
| 057 | ユリシーズ                                  | － | 読切   | 講談社         | たのしい三年生 1957年06月付録                                            | 1011       | 原作：ホーマー |
| 058 | 星の子カロル                                | ★  | 読切   | 講談社         | たのしい三年生 1957年08月付録                                            | 09813      | － |
| 059 | 白魔洞の怪人                                | － | 読切   | 秋田書店       | 漫画王 1957年08月号付録                                                  | 09804      | － |
| 060 | タップタップのぼうけん                      | ★  | 挿連   | 講談社         | たのしい三年生 1957年09月号 - 1958年03月号                               | 未確定     | 文：久米みのる |
| 061 | ゆうれいやしき                              | － | 読切   | 講談社         | 幼年クラブ 1957年09月号                                                  | 09925      | 名義：やまもとよしお |
| 062 | 火の玉剣士                                  | － | 読切   | 秋田書店       | 漫画王 1957年09月号                                                      | 未確定     | － |
| 063 | しょうねんリンカーン                        | － | 読切   | 講談社         | たのしい三年生 1957年10月付録                                            | 1012       | － |
| 064 | 電光豆剣士                                  | － | 読切   | 秋田書店       | 漫画王 1957年11月号付録                                                  | 1034       | － |
| 065 | 名犬クルーソー                              | － | 読切   | 講談社         | たのしい三年生 1957年12月付録                                            | 1013       | － |
| ▲   | Ｚ                                          | Ｚ | Ｚ     | Ｚ             | 1958年（昭和33年）                                                       | Ｚ         | ↑ ↓ |
| 066 | あきおくんとろぼっと                        | － | 読切   | 講談社         | たのしい一年生 1958年01月号                                              | 09932      | 前年12月に発売 |
| 067 | 名犬ラッシー                                | － | 連読切 | 講談社         | たのしい三年生 1958年02月号付録・03月号付録                              | 1151       | 原作：オリジナルTVシリーズ「名犬ラッシー」 |
| 068 | 宇宙冒険児                                  | － | 読切   | 秋田書店       | 漫画王 1958年03月号付録                                                  | 09805      | － |
| 069 | タトルくんのぼうけん                        | － | 挿連   | 講談社         | たのしい三年生 1958年04月号 - 1959年03月号                               | 未確定     | 文：久米みのる |
| 070 | たんていタップタップ                        | － | 挿連   | 講談社         | たのしい四年生 1958年04月号 - 08月号                                     | 未確定     | 文：久米みのる |
| 071 | こうのとりになったおうさま                  | － | 読切   | 講談社         | たのしい二年生 1958年04月号付録                                          | 1022       | 原作：ハウフ |
| 072 | すけーとをはいたうま                        | － | 読切   | 講談社         | たのしい二年生 1958年05月号付録                                          | 1023       | 原作：ケストナー |
| 073 | かげろう剣士                                | － | 読切   | 秋田書店       | 漫画王 1958年05月号付録                                                  | 1035       | － |
| 074 | きょぞうジャンバ                            | ★  | 読切   | 講談社         | たのしい四年生 1958年06月号                                              | 未確定     | 原作：ワルデック |
| 075 | あきおくん火星へ行く                        | ★  | 読切   | 講談社         | たのしい三年生 1958年07月号                                              | 未確定     | － |
| 076 | ふしぎなほしのぼうけん                      | － | 読切   | 講談社         | たのしい二年生 1958年08月号付録                                          | 09814      | － |
| 077 | 火星から来た少年                            | ★  | 読切   | 秋田書店       | 漫画王 1958年08月号                                                      | 未確定     | － |
| 078 | タップタップの世界めぐり                    | － | 挿連   | 講談社         | たのしい四年生 1958年09月号 - 1959年03月号                               | 未確定     | 文：久米みのる |
| 079 | 少年船長                                    | － | 読切   | 講談社         | たのしい四年生 1958年09月号付録                                          | 1014       | 原作：マリアット |
| 080 | 宝さがし武勇伝                              | － | 読切   | 秋田書店       | 漫画王 1958年09月号                                                      | 1036       | － |
| 081 | ベーター星の決闘                            | ★  | 読切   | 秋田書店       | 漫画王 1958年夏期増刊                                                    | 未確定     | － |
| 082 | らいおんになったろば                        | － | 1頁    | 講談社         | たのしい一年生 1958年10月号                                              | 09933      | － |
| 083 | ジャングルブック                            | － | 読切   | 講談社         | たのしい二年生 1958年10月号付録                                          | 1024       | 原作：ラドヤード キプリング |
| 084 | 恐怖のウラン島                              | ★  | 読切   | 秋田書店       | 漫画王 1958年10月号付録                                                  | 09806      | － |
| 085 | ノアはかせのロケット                        | ★  | 読切   | 講談社         | たのしい三年生 1958年11月号                                              | 未確定     | － |
| 086 | ぴーたーぱん                                | － | 読切   | 講談社         | たのしい一年生 1958年12月号付録                                          | 1021       | 原作：ジェームズ バリ |
| ▲   | Ｚ                                          | Ｚ | Ｚ     | Ｚ             | 1959年（昭和34年）                                                       | Ｚ         | ↑ ↓ |
| 087 | あのロボットをうて                          | － | 読切   | 秋田書店       | 漫画王 1959年02月号付録                                                  | 09807      | － |
| 088 | スーパー=キャッティ                         | － | 挿連   | 講談社         | たのしい三年生 1959年04月号 - 1960年03月号                               | 1131       | 文：久米みのる |
| 089 | タトルくんのぼうけん                        | － | 挿連   | 講談社         | たのしい四年生 1959年04月号 - 06月号                                     | 未確定     | 文：久米みのる |
| 090 | ロケット五郎                                | － | 挿連   | 講談社         | たのしい五年生 1959年04月号 - 1960年03月号                               | 1141       | 文：久米みのる |
| 091 | 海の王子                                    | ★  | 連載   | 小学館         | 週刊少年サンデー 1959年創刊号（04月05日）- 1961年14号（04月02日）        | 059-060    | 原案：高垣葵 |
| 092 | やじさんきたさん                            | － | 連載   | 講談社         | たのしい一年生 1959年09月号 - 1960年01月号                               | 1042       | － |
| 093 | 海の王子（海の王子の野球試合）              | ★  | 1頁    | 小学館         | 週刊少年サンデー 1959年秋の増刊号                                        | 0594       | － |
| 094 | かいじん二十めんそう                        | － | 挿連   | 講談社         | たのしい一年生 1959年11月号 - 1960年03月号                               | 1134       | 文：江戸川乱歩 →『たのしい二年生』へ繰り上がり連載                                                                                            |
| ▲   | Ｚ                                          | Ｚ | Ｚ     | Ｚ             | 1960年（昭和35年）                                                       | Ｚ         | ↑ ↓ |
| 095 | はるおくんのしっぱい                        | － | 読切   | 講談社         | たのしい二年生 1960年01月号                                              | 09934      | 前年12月に発売 |
| 096 | ロケットけんちゃん                          | － | 連載   | 小学館         | 小学一年生 1960年04月号 - 1961年03月号                                   | 1062       | － |
| 097 | てぶくろてっちゃん                          | － | 連載   | 講談社         | たのしい一年生 1960年04月号 - 1961年03月号                               | 0821       | 第08回（昭和37年度）小学館漫画賞受賞作 |
| 098 | かいじん二十めんそう                        | － | 挿連   | 講談社         | たのしい二年生 1960年04月号                                              | 1135       | 文：江戸川乱歩 ←『たのしい一年生』からの繰り上がり連載                                                                                        |
| 099 | かせいのたまちゃん                          | ★  | 連載   | 講談社         | たのしい二年生 1960年04月号 - 10月号                                     | 未確定     | － |
| 100 | 名犬ラッシー                                | － | 連載   | 講談社         | たのしい三年生 1960年04月号 - 1961年03月号                               | 1152       | 原作：オリジナルTVシリーズ「名犬ラッシー」 |
| 101 | スーパー=キャッティ                         | － | 挿連   | 講談社         | たのしい四年生 1960年04月号 - 05月号                                     | 1132       | 文：久米みのる |
| 102 | ロケット=ボーイ                             | － | 挿連   | 講談社         | たのしい五年生 1960年04月号 - 1961年03月号                               | 1142       | 文：久米みのる |
| 103 | 海の王子（砂漠の鷹）                        | ★  | 読切   | 小学館         | 別冊少年サンデー 1960年春季号                                            | 0592       | － |
| 104 | しゃぼんだまぽんちゃん                      | － | 連載   | 講談社         | たのしい幼稚園 1960年07月号 - 12月号                                     | 1053       | － |
| 105 | 海の王子（ロケット・オリンピック）          | ★  | 読切   | 小学館         | 別冊少年サンデー 1960年夏季号                                            | 0593       | － |
| 106 | 春子の日記                                  | － | 読切   | 講談社         | なかよし 1960年夏休み増刊号                                              | 09915      | － |
| 107 | ピロンちゃん                                | － | 連載   | 小学館         | 幼稚園 1960年10月号 - 1961年05月号                                       | 1059       | 原作：手塚治虫 手塚の第1回（9月）を引き継ぎ2回より連載                                                                                        |
| ▲   | Ｚ                                          | Ｚ | Ｚ     | Ｚ             | 1961年（昭和36年）                                                       | Ｚ         | ↑ ↓ |
| 108 | 海の王子（ハヤブサ号盗まる）                | ★  | 読切   | 小学館         | 別冊少年サンデー 1961年正月号                                            | 0602       | 前年12月に発売 |
| 109 | かばんのぱっく                              | － | 連載   | 講談社         | たのしい一年生 1961年04月号 - 06月号                                     | 1052       | － |
| 110 | てぶくろてっちゃん                          | － | 連載   | 講談社         | たのしい二年生 1961年04月号 - 1962年03月号                               | 0822-0831  | 第08回（昭和37年度）小学館漫画賞受賞作 |
| 111 | かけろセントール                            | － | 連載   | 講談社         | たのしい三年生 1961年04月号 - 09月号                                     | 1133       | － |
| 112 | ピロンちゃん                                | － | 連載   | 小学館         | 小学一年生 1961年04月号 - 05月号                                         | 10510      | 原作：手塚治虫 |
| 113 | ロケットけんちゃん                          | － | 連載   | 小学館         | 小学二年生 1961年04月号 - 1962年03月号                                   | 107        | － |
| 114 | 星の子ガン                                  | ★  | 連載   | 小学館         | 小学三年生 1961年04月号 - 12月号                                         | 未確定     | － |
| 115 | チイちゃん                                  | － | 連載   | 小学館         | 幼稚園 1961年06月号 - 12月号                                             | 1058       | 原作：高垣葵 |
| 116 | すすめピロン                                | － | 連載   | 小学館         | 小学一年生 1961年06月号 - 1962年03月号                                   | 1111       | →『小学二年生』へ繰り上がり連載 |
| 117 | ロボットロボちゃん                          | － | 連載   | 講談社         | たのしい一年生 1961年08月号 - 1962年03月号                               | 1051       | － |
| 118 | 海の王子（海の王子の復活）                  | ★  | 読切   | 小学館         | 別冊少年サンデー 1961年夏期号                                            | 0603       | － |
| 119 | 銀星少年                                    | ★  | 連載   | 三和銀行       | さんわこども新聞                                                         | 未確定     | 途中より安孫子単独作品 |
| ▲   | Ｚ                                          | Ｚ | Ｚ     | Ｚ             | 1962年（昭和37年）                                                       | Ｚ         | ↑ ↓ |
| 120 | すすめロボケット                            | － | 連載   | 小学館         | 幼稚園 1962年01月号 - 1963年03月号                                       | 0841・086  | 第08回（昭和37年度）小学館漫画賞受賞作。前年12月に発売                                                                                        |
| 121 | 海の王子（まぼろしの流星）                  | ★  | 読切   | 小学館         | 別冊少年サンデー 1962年正月号                                            | 0604       | 前年12月に発売 |
| 122 | 正義の味方                                  | ★  | 読切   | 小学館         | 週刊少年サンデー 1962年03号（01月14日）                                  | 未確定     | 前年12月に発売 |
| 123 | すすめロボケット                            | － | 連載   | 小学館         | 小学一年生 1962年04月号 - 1963年07月号                                   | 0842-086   | 第08回（昭和37年度）小学館漫画賞受賞作 |
| 124 | すすめピロン                                | － | 連載   | 小学館         | 小学二年生 1962年04月号                                                  | 1112       | ←『小学一年生』からの繰り上がり連載 |
| 125 | ロケットGメン                               | － | 連載   | 小学館         | 小学二年生 1962年04月号 - 1963年03月号                                   | 112        | － |
| 126 | ロケットけんちゃん                          | － | 連載   | 小学館         | 小学三年生 1962年04月号 - 1963年03月号                                   | 108        | － |
| 127 | てぶくろてっちゃん                          | － | 連載   | 講談社         | たのしい三年生 1962年04月号 - 1963年01月号                               | 0832       | 第08回（昭和37年度）小学館漫画賞受賞作 |
| 128 | 海の王子（深海魚作戦）                      | ★  | 読切   | 小学館         | 別冊少年サンデー 1962年夏期号                                            | 0605       | － |
| ▲   | Ｚ                                          | Ｚ | Ｚ     | Ｚ             | 1963年（昭和38年）                                                       | Ｚ         | ↑ ↓ |
| 129 | スーパーじろう                              | － | 連載   | 小学館         | よいこ 1963年01月号 - 03月号                                             | 1054       | 前年12月に発売 |
| 130 | とびだせミクロ                              | － | 連載   | 小学館         | 幼稚園 1963年01月号 - 03月号                                             | 1061       | 前年12月に発売 |
| 131 | スーパーじろう                              | － | 連載   | 小学館         | 幼稚園 1963年04月号 - 12月号                                             | 1055       | － |
| 132 | とびだせミクロ                              | － | 連載   | 小学館         | 小学一年生 1963年04月号 - 1964年03月号                                   | 1062       | － |
| 133 | すすめロボケット                            | － | 連載   | 小学館         | 小学二年生 1963年04月号 - 1965年08月号                                   | 0851 - 086 | － |
| 134 | すすめロボケット                            | － | 読切   | 小学館         | 別冊少年サンデー 1963年春季号                                            | 0864       | － |
| 135 | ろぼっとたろう                              | － | 連載   | 小学館         | よいこ 1963年04月号 - 08月号                                             | 1056       | － |
| 136 | すぴーどたろう                              | － | 連載   | 小学館         | よいこ 1963年09月号 - 12月号                                             | 1057       | － |
| 137 | 海の王子（悪魔島ゴーレム）                  | ★  | 読切   | 小学館         | 小学四年生 1963年09月号付録                                              | 0613       | － |
| ▲   | Ｚ                                          | Ｚ | Ｚ     | Ｚ             | 1964年（昭和39年）                                                       | Ｚ         | ↑ ↓ |
| 138 | オバケのQ太郎                               | ★  | 連載   | 小学館         | 週刊少年サンデー 1964年06号（02月02日） - 1966年51号（12月25日）         | 027-031    | － |
| 139 | とびだせミクロ                              | － | 連載   | 小学館         | 小学二年生 1964年04月号 - 1965年03月号                                   | 1071       | － |
| 140 | すすめロボケット                            | － | 連載   | 小学館         | 小学三年生 1964年04月号 - 05月号                                         | 0852       | － |
| 141 | 海の王子                                    | ★  | 連載   | 小学館         | 週刊少年サンデー 1964年14号（03月29日） - 21号（05月17日）               | 0606       | － |
| 142 | 海の王子                                    | ★  | 連載   | 小学館         | 小学三年生 1964年08月号 - 1965年03月号                                   | 0611       | →『小学四年生』へと繰り上がり連載 |
| 143 | 海の王子（巨大ロボット・デビル）            | ★  | 読切   | 小学館         | 別冊少年サンデー 1964年夏季号                                            | 0607       | － |
| 144 | オバケのQ太郎                               | ★  | 連載   | 小学館         | 別冊少年サンデー 1964年秋季号、12月号 - 1967年01月号                     | 027-031    | － |
| 145 | すすめロボケット                            | － | 読切   | 集英社         | こばと幼稚園 1964年10月号                                                | 0865       | － |
| ▲   | Ｚ                                          | Ｚ | Ｚ     | Ｚ             | 1965年（昭和40年）                                                       | Ｚ         | ↑ ↓ |
| 146 | オバケのQ太郎                               | － | 連載   | 小学館         | 幼稚園 1965年01月号 - 1967年02月号                                       | 0381       | 前年12月に発売 |
| 147 | オバケのQ太郎                               | ★  | 連載   | 小学館         | 小学一年生 1965年01月号 - 1967年02月号                                   | 032        | 前年12月に発売 |
| 148 | オバケのQ太郎                               | ★  | 連載   | 小学館         | 小学二年生 1965年01月号 - 1967年02月号                                   | 0331       | 前年12月に発売 |
| 149 | オバケのQ太郎                               | ★  | 連載   | 小学館         | 小学三年生 1965年01月号 - 1966年10月号                                   | 034        | 前年12月に発売 |
| 150 | オバケのQ太郎                               | ★  | 連載   | 小学館         | 小学四年生 1965年01月号 - 1966年10月号                                   | 0351       | 前年12月に発売 |
| 151 | オバケのQ太郎                               | ★  | 連載   | 小学館         | 小学五年生 1965年01月号 - 1966年10月号                                   | 0361       | 1965年1-3月号は『小学六年生』と同じものを同時掲載。1月号は前年12月に発売                                                                      |
| 152 | オバケのQ太郎                               | ★  | 連載   | 小学館         | 小学六年生 1965年01月号 - 1966年10月号                                   | 0371       | 1965年1-3月号は『小学五年生』と同じものを同時掲載。1月号は前年12月に発売                                                                      |
| 153 | 名犬タンタン                                | ★  | 連載   | 家の光協会     | こどもの光 1965年01月号 - 1968年12月号                                   | 未確定     | 文：久米みのる。1月号は前年12月に発売 |
| 154 | オバケのQ太郎（名探偵）                     | ★  | 読切   | 小学館         | 週刊少年サンデー 1965年正月増刊号                                        | 0282       | 前年12月に発売 |
| 155 | レインボー戦隊                              | ★  | 連載   | 講談社         | 週刊少年マガジン 1965年1号（01月01日） - 14号（03月28日）                | 未確定     | スタジオゼロ合作。石ノ森章太郎デジタル大全に収録。前年12月に発売                                                                              |
| 156 | ベレーのしんちゃん                          | ★  | 連載   | 講談社         | ディズニーランド 1965年03月号 1966年08月号                               | 10511      | 藤本と安孫子が月替りでネームを担当 |
| 157 | とびだせミクロ                              | － | 連載   | 小学館         | 小学三年生 1965年04月号 - 07月号                                         | 1072       | － |
| 158 | 海の王子                                    | ★  | 連載   | 小学館         | 小学四年生 1965年04月号                                                  | 0612       | ←『小学三年生』からの繰り上がり連載 |
| 159 | オバケのQ太郎（Qちゃんヒマラヤへゆく）      | ★  | 読切   | 小学館         | 週刊少年サンデー 1965年春期増刊号                                        | 0283       | － |
| 160 | オバケのQ太郎                               | － | 連載   | 小学館         | よいこ 1965年08月号 - 1967年06月号                                       | 0382       | － |
| 161 | Qちゃんのオバケ大会                         | ★  | 読切   | 小学館         | 月刊別冊少年サンデー 1965年08月号                                        | 0293       | － |
| 162 | 国際バケモノ会議開ク!                       | － | 4コマ  | 実業之日本社   | 別冊漫画サンデー 1965年08月号                                            | 未確定     | 便宜タイトル |
| 163 | 元祖ウルトラB                               | ★  | 読切   | 講談社         | 週刊少年マガジン 1965年34号（08月15日）                                  | 未確定     | 初出時のタイトルは『ウルトラB そのとき三発!』。藤子不二雄Ⓐデジタルセレクション『ウルトラB』4巻に収録。藤本と安孫子の両人がネームを担当        |
| 164 | オバケのQ太郎                               | ★  | 連載   | 小学館         | 小学館コミックス 1965年夏の号 - 1966年春の号                             | 0352       | － |
| 165 | オバケのQ太郎（世界旅行だ!）                | ★  | 読切   | 小学館         | 週刊少年サンデー 1965年夏期増刊号（8月29日）                             | 0292       | － |
| 166 | ジロキチ                                    | ★  | 連載   | 集英社         | 少年ブック 1965年10月号 - 1966年04月号                                   | 未確定     | － |
| 167 | オバケのQ太郎（おおそうじ）                 | ★  | 読切   | 小学館         | 小学館の絵文庫 04                                                        | 0383       | － |
| 168 | オバケのQ太郎（ゆうえんち）                 | ★  | 読切   | 小学館         | 小学館の絵文庫 04                                                        | 0384       | － |
| ▲   | Ｚ                                          | Ｚ | Ｚ     | Ｚ             | 1966年（昭和41年）                                                       | Ｚ         | ↑ ↓ |
| 169 | オバケのQ太郎                               | ★  | 連載   | 小学館         | マドモアゼル 1966年01月号 - 11月号                                       | 0362       | 前年に発売 |
| 170 | オバケのQ太郎（めんどう見よう）             | ★  | 読切   | 集英社         | 明星 1966年01月号                                                        | 0363       | 前年に発売 |
| 171 | オバケのP子日記                             | ★  | 連載   | 小学館         | 女学生の友 1966年01月号 - 12月号                                         | 0372       | 前年12月に発売 |
| 172 | ギャハハ三銃士                              | ★  | 読切   | 小学館         | 週刊少年サンデー 1966年正月増刊号                                        | 0302       | 藤本、安孫子、赤塚不二夫、つのだじろうの合作。前年12月に発売                                                                                  |
| 173 | オバケのQ太郎                               | ★  | 読切   | 小学館         | ボーイズライフ 1966年03月号                                              | 0364       | － |
| 174 | オバケのQ太郎（Qちゃん内閣）                | ★  | 読切   | 小学館         | 週刊少年サンデー 1966年春期増刊号                                        | 0303       | － |
| 175 | オバQ オトボケ戯評                          | － | 連載   | 小学館         | ボーイズライフ 1966年04月号 - 12月号                                     | 未確定     | － |
| 176 | オバケのQ太郎                               | ★  | 連載   | 小学館         | 小学館ブック 1966年07月創刊号 - 1967年02月号                             | 0353       | － |
| 177 | オバケのQ太郎（おばけ退治でござる）         | ★  | 読切   | 小学館         | 週刊少年サンデー 1966年夏期増刊号                                        | 0312       | － |
| 178 | てぶくろてっちゃん                          | ★  | 連載   | 講談社         | ディズニーランド 1966年09月号 - 12月号                                   | 0833       | 1962年に小学館漫画賞を受賞した作品を新たに連載。藤本と安孫子が月替りでネームを担当                                                            |
| 179 | 世界めい作まんが全集                        | ★  | 読切   | 集英社         | 少年ブック 1966年09月号                                                  | 未確定     | うち3作が藤本作画 |
| 180 | パーマン                                    | ★  | 連載   | 小学館         | 小学三年生 1966年12月号 - 1968年08月号                                   | 0452       | － |
| 181 | パーマン                                    | ★  | 連載   | 小学館         | 小学四年生 1966年12月号 - 1968年08月号                                   | 0461       | － |
| 182 | オバケのQ太郎（たのしいどらいぶ）           | ★  | 読切   | 小学館         | 小学館の絵文庫 11                                                        | 0385       | － |
| 183 | オバケのQ太郎（へんなどうぶつえん）         | ★  | 読切   | 小学館         | 小学館の絵文庫 11                                                        | 0386       | － |
| ▲   | Ｚ                                          | Ｚ | Ｚ     | Ｚ             | 1967年（昭和42年）                                                       | Ｚ         | ↑ ↓ |
| 184 | チンタラ神ちゃん                            | ★  | 連載   | 集英社         | 少年ブック 1967年01月号 - 12月号                                         | 096        | 前年12月に発売 |
| 185 | オバケのQ太郎（お年玉競争）                 | ★  | 読切   | 小学館         | 週刊少年サンデー 1967年正月増刊号                                        | 0313       | 前年12月に発売 |
| 186 | パーマン                                    | ★  | 連載   | 小学館         | 週刊少年サンデー 1967年02号（01月08日） - 44号（10月29日）               | 043-044    | 前年12月に発売 |
| 187 | パーマン                                    | － | 連載   | 小学館         | めばえ 1967年03月号 - 1968年07月号                                       | 0484       | － |
| 188 | パーマン                                    | － | 連載   | 小学館         | よいこ 1967年03月号 - 1968年06月号                                       | 0483       | － |
| 189 | パーマン                                    | － | 連載   | 小学館         | 幼稚園 1967年03月号 - 1968年09月号                                       | 0482       | － |
| 190 | パーマン                                    | ★  | 連載   | 小学館         | 小学一年生 1967年03月号 - 1968年08月号                                   | 0481       | － |
| 191 | パーマン                                    | ★  | 連載   | 小学館         | 小学二年生 1967年03月号 - 1968年08月号                                   | 0451       | － |
| 192 | パーマン                                    | ★  | 連載   | 小学館         | 小学館コミックス 1967年03月号 - 1968年04月号                             | 047        | 1967年03月号までの誌名は『小学館ブック』 |
| 193 | パーマン                                    | ★  | 連載   | 小学館         | 小学五年生 1967年04月号 - 1968年05月号                                   | 0462       | 『小学六年生』と同じものを同時掲載（2月まで）                                                                                                 |
| 194 | パーマン                                    | ★  | 連載   | 小学館         | 小学六年生 1967年04月号 - 1968年02月号                                   | 0462       | 『小学五年生』と同じものを同時掲載 |
| 195 | パーマン（怪獣さがし）                      | ★  | 読切   | 小学館         | 週刊少年サンデー 1967年春期増刊号                                        | 0432       | － |
| 196 | パーマン（ひとさらいたいじ）                | ★  | 読切   | 小学館         | 小学館の絵本（1967年06月25日）                                           | 0485       | － |
| 197 | パーマン（うきぶくろ）                      | － | 読切   | 小学館         | 小学館幼児絵本（1967年08月01日）                                         | 0487       | － |
| 198 | パーマン（パーマン5号誕生）                 | ★  | 読切   | 小学館         | 週刊少年サンデー 1967年夏期増刊号                                        | 0442       | － |
| 199 | パーマン（ぼくのともだち）                  | － | 読切   | 小学館         | 小学館の絵本（1967年10月25日）                                           | 0486       | － |
| 200 | パーマン（パーマンをやっつけろ）            | ★  | 読切   | 小学館         | 月刊別冊少年サンデー 1967年11月号                                        | 0443       | － |
| 201 | パーマン（たからさがし）                    | － | 読切   | 小学館         | 小学館の絵文庫 24                                                        | 0488       | － |
| ▲   | Ｚ                                          | Ｚ | Ｚ     | Ｚ             | 1968年（昭和43年）                                                       | Ｚ         | ↑ ↓ |
| 202 | たからじま                                  | － | 読切   | 光文社         | 少年 1968年01月号付録「マンガニカ」                                      | 未確定     | 前年12月に発売 |
| 203 | およびでナイ子                              | － | 読切   | 学習研究社     | 美しい十代 1968年01月号                                                  | 未確定     | 前年12月に発売 |
| 204 | 21エモン                                    | － | 連載   | 小学館         | 週刊少年サンデー 1968年01号（01月01日） - 1969年06号（02月02日）         | 063-064    | 前年12月に発売 |
| 205 | 帰ってきたパーマン                          | ★  | 読切   | 小学館         | 週刊少年サンデー 1968年正月増刊号                                        | 0444       | 前年12月に発売 |
| 206 | こんにちは! みなさん そのごのオバケのQ太郎  | ★  | 読切   | 小学館         | 小学二年生 1968年02月号                                                  | 0332       | 前年12月に発売 |
| 207 | 21エモン（人食いさまのお泊まり）            | － | 読切   | 小学館         | 週刊少年サンデー 1968年春期増刊号                                        | 0632       | － |
| 208 | モンガーちゃん                              | － | 連載   | 小学館         | 幼稚園 1968年07月号 - 09月号                                             | 0644       | 21エモンの幼年版 |
| 209 | ベラボー                                    | － | 連載   | 秋田書店       | まんが王 1968年07月号 - 1969年11月号                                     | 095        | 協力：しのだひでお |
| 210 | 5エモン                                     | － | 読切   | 小学館         | 週刊少年サンデー 1968年08月01日増刊号                                    | 0633       | 21エモン番外編 |
| 211 | ウメ星デンカ                                | － | 連載   | 小学館         | 小学一年生 1968年09月号 - 1970年02月号                                   | 0681       | 作画：しのだひでお（'70年1-2月号） |
| 212 | ウメ星デンカ                                | － | 連載   | 小学館         | 小学二年生 1968年09月号 - 1970年03月号                                   | 0651       | 作画：しのだひでお（'70年1-3月号） |
| 213 | ウメ星デンカ                                | － | 連載   | 小学館         | 小学三年生 1968年09月号 - 1970年02月号                                   | 0652-0661  | 作画：しのだひでお（'70年1-2月号） 1968年9月は『小学四年生』と同じものを同時掲載                                                              |
| 214 | ウメ星デンカ                                | － | 連載   | 小学館         | 小学四年生 1968年09月号 - 1969年12月号                                   | 0662       | 1968年9月は『小学三年生』と同じものを同時掲載                                                                                                 |
| 215 | スーパーさん                                | － | 読切   | 小学館         | 少女コミック 1968年09月号                                                | 07615      | － |
| 216 | ウメ星デンカ                                | － | 連載   | 小学館         | よいこ 1968年10月号 - 1969年12月号                                       | 0683       | － |
| 217 | ウメ星デンカ                                | － | 連載   | 小学館         | 幼稚園 1968年10月号 - 1969年12月号                                       | 0682       | － |
| 218 | 21エモン（宇宙オリンピック）                | － | 読切   | 小学館         | 週刊少年サンデー 1968年10月20日増刊号                                    | 0642       | － |
| ▲   | Ｚ                                          | Ｚ | Ｚ     | Ｚ             | 1969年（昭和44年）                                                       | Ｚ         | ↑ ↓ |
| 219 | ウメ星デンカ                                | － | 連載   | 小学館         | 週刊少年サンデー 1969年07号（02月09日） - 35号（08月22日）               | 067        | － |
| 220 | ウメ星デンカ                                | － | 読切   | 小学館         | 月刊絵本 1969年02月号                                                    | 0684       | － |
| 221 | 「オバケのQ太郎」あれから四年…              | ★  | 1コマ  | 小学館         | ビッグコミック 1969年03月号                                              | 0374       | － |
| 222 | ウメ星デンカ                                | － | 読切   | 小学館         | 月刊絵本 1969年06月号                                                    | 0685       | － |
| 223 | ミノタウロスの皿                            | － | 読切   | 小学館         | ビッグコミック 1969年10月10日号                                          | 07001      | － |
| 224 | モジャ公                                    | － | 連載   | 講談社         | 週刊ぼくらマガジン 1969年創刊号（11月18日） - 1970年35号（08月25日）     | 0691       | － |
| ▲   | Ｚ                                          | Ｚ | Ｚ     | Ｚ             | 1970年（昭和45年）                                                       | Ｚ         | ↑ ↓ |
| 225 | モジャ公                                    | － | 連載   | 講談社         | たのしい幼稚園 1970年01月号 - 12月号                                     | 0692       | 前年12月に発売 |
| 226 | ドラえもん                                  | － | 連載   | 小学館         | よいこ 1970年01月号 - 1973年10月号                                       | 0182       | 前年12月に発売。第27回（昭和56年度）小学館漫画賞受賞作（児童部門）                                                                            |
| 227 | ドラえもん                                  | － | 連載   | 小学館         | 幼稚園 1970年01月号 - 1973年12月号                                       | 0181       | 前年12月に発売。第27回（昭和56年度）小学館漫画賞受賞作（児童部門）                                                                            |
| 228 | ドラえもん                                  | － | 連載   | 小学館         | 小学一年生 1970年01月号 - 1990年04月号                                   | 002-017    | 前年12月に発売。第27回（昭和56年度）小学館漫画賞受賞作（児童部門）                                                                            |
| 229 | ドラえもん                                  | － | 連載   | 小学館         | 小学二年生 1970年01月号 - 1987年05月号                                   | 001-017    | 前年12月に発売。第27回（昭和56年度）小学館漫画賞受賞作（児童部門）                                                                            |
| 230 | ドラえもん                                  | － | 連載   | 小学館         | 小学三年生 1970年01月号 - 1991年04月号                                   | 001-017    | 前年12月に発売。第27回（昭和56年度）小学館漫画賞受賞作（児童部門）                                                                            |
| 231 | ドラえもん                                  | － | 連載   | 小学館         | 小学四年生 1970年01月号 - 1991年04月号                                   | 001-017    | 前年12月に発売。第27回（昭和56年度）小学館漫画賞受賞作（児童部門）                                                                            |
| 232 | ぼくのロボット                              | － | 読切   | 家の光協会     | こどもの光 1970年01月号                                                  | 07605      | 前年12月に発売 |
| 233 | モジャ公                                    | － | 読切   | 講談社         | たのしい幼稚園 1970年04月増刊号                                          | 0693       | － |
| 234 | カイケツ小池さん                            | － | 読切   | 小学館         | ビッグコミック 1970年04月25日号                                          | 07002      | － |
| 235 | ぽこにゃん                                  | － | 連載   | 潮出版社       | ようじえほん 1970年07月号 - 1974年01月号                                 | 0942       | － |
| 236 | ボノム =底ぬけさん=                         | － | 読切   | 小学館         | ビッグコミック 1970年10月10日号                                          | 07003      | － |
| 237 | ドジ田ドジ郎の幸運                          | － | 読切   | 早川書房       | SFマガジン 1970年11月臨時増刊号                                          | 07301      | － |
| 238 | じじぬき                                    | － | 読切   | 小学館         | ビッグコミック 1970年12月25日号                                          | 07004      | － |
| ▲   | Ｚ                                          | Ｚ | Ｚ     | Ｚ             | 1971年（昭和46年）                                                       | Ｚ         | ↑ ↓ |
| 239 | ドビンソン漂流記                            | － | 連載   | 家の光協会     | こどもの光 1971年01月号 - 1972年12月号                                   | 089        | 前年12月に発売（『じじぬき』よりも前） |
| 240 | オバケのQ太郎（新）                         | － | 連載   | 小学館         | めばえ 1971年04月号 - 1974年03月号                                       | 0425       | － |
| 241 | オバケのQ太郎（新）                         | － | 連載   | 小学館         | ベビーブック 1971年04月号 - 1973年02月号                                 | 0426       | － |
| 242 | オバケのQ太郎（新）                         | － | 連載   | 小学館         | よいこ 1971年04月号 - 1973年04月号                                       | 0424       | － |
| 243 | オバケのQ太郎（新）                         | － | 連載   | 小学館         | 幼稚園 1971年04月号 - 1973年02月号                                       | 0421       | － |
| 244 | オバケのQ太郎（新）                         | ★  | 連載   | 小学館         | 小学一年生 1971年04月号 - 1973年03月号                                   | 0391       | － |
| 245 | オバケのQ太郎（新）                         | ★  | 連載   | 小学館         | 小学二年生 1971年04月号 - 1973年02月号                                   | 0392       | － |
| 246 | オバケのQ太郎（新）                         | ★  | 連載   | 小学館         | 小学三年生 1971年04月号 - 1973年02月号                                   | 0401       | － |
| 247 | オバケのQ太郎（新）                         | ★  | 連載   | 小学館         | 小学四年生 1971年04月号 - 1973年07月号                                   | 0402       | － |
| 248 | オバケのQ太郎（新）                         | ★  | 連載   | 小学館         | 小学五年生 1971年04月号 - 1973年03月号                                   | 0411       | － |
| 249 | オバケのQ太郎（新）                         | ★  | 連載   | 小学館         | 小学六年生 1971年04月号 - 1973年03月号                                   | 0412       | － |
| 250 | オバケのQ太郎（新）                         | － | 読切   | 小学館         | 幼児の知能絵本 1971年04月号                                              | 0428       | － |
| 251 | オバケのQ太郎（新）                         | － | 読切   | 小学館         | 幼稚園 1971年09月増刊号                                                  | 0422       | － |
| 252 | 仙べえ                                      | ★  | 連載   | 小学館         | 週刊少年サンデー 1971年37号（09月05日） - 1972年03・04合併号（01月16日） | 097        | － |
| 253 | ヒョンヒョロ                                | － | 読切   | 早川書房       | SFマガジン 1971年10月臨時増刊号                                          | 07302      | － |
| ▲   | Ｚ                                          | Ｚ | Ｚ     | Ｚ             | 1972年（昭和47年）                                                       | Ｚ         | ↑ ↓ |
| 254 | パパは天さい!                               | － | 連載   | 虫プロ商事     | 月刊てづかマガジン れお 1972年01月号 - 04月号                            | 0929       | 雑誌が休刊し、執筆済の第5話が未掲載となる。前年12月に発売                                                                                     |
| 255 | 自分会議                                    | － | 読切   | 早川書房       | SFマガジン 1972年02月号                                                  | 07303      | 前年12月に発売 |
| 256 | わが子・スーパーマン                        | － | 読切   | 小学館         | ビッグコミック 1972年03月10日号                                          | 07005      | － |
| 257 | 気楽に殺ろうよ                              | － | 読切   | 小学館         | ビッグコミック 1972年05月10日号                                          | 07006      | － |
| 258 | 雨ぼうやのたび                              | － | 挿絵   | 小学館         | 小学一年生 1972年06月号                                                  | 0393       | － |
| 259 | 二重太陽系死の呼び声                        | － | カ挿   | 早川書房       | ハヤカワ文庫（1972年07月31日）                                           | ART5       | 著：ニール・R・ジョーンズ ジェイムスン教授シリーズ1                                                                                           |
| 260 | 換身                                        | － | 読切   | 早川書房       | SFマガジン 1972年09月臨時増刊号                                          | 07304      | 発行年月日は「1972/7/25」と記載 |
| 261 | オバケのQ太郎（新）                         | － | 読切   | 小学館         | 幼稚園 1972年夏休み増刊号                                                | 0423       | － |
| 262 | アチタが見える                              | － | 読切   | 小学館         | ビッグコミック 1972年08月25日号                                          | 07007      | － |
| 263 | オバケのQ太郎（新）                         | － | 読切   | 小学館         | マミイ 1972年10月号                                                      | 0427       | － |
| ▲   | Ｚ                                          | Ｚ | Ｚ     | Ｚ             | 1973年（昭和48年）                                                       | Ｚ         | ↑ ↓ |
| 264 | パン太くん                                  | － | 連載   | 小学館         | 小学一年生 1973年01月号 - 03月号                                         | 0927       | 初回は前年12月に発売。 え：しのだひでお（2月）、永田竹丸（3月）。 『小学二年生』へと繰り上がり連載                                            |
| 265 | ジャングル黒べえ                            | － | 連載   | 小学館         | よいこ 1973年03月号 - 08月号                                             | 0626       | － |
| 266 | ジャングル黒べえ                            | － | 連載   | 小学館         | 小学一年生 1973年03月号 - 12月号                                         | 0621       | － |
| 267 | ジャングル黒べえ                            | － | 連載   | 小学館         | 小学二年生 1973年03月号 - 1974年01月号                                   | 0622       | － |
| 268 | ジャングル黒べえ                            | － | 連載   | 小学館         | 小学三年生 1973年03月号 - 10月号                                         | 0623       | － |
| 269 | ジャングル黒べえ                            | － | 連載   | 小学館         | 小学四年生 1973年03月号 - 12月号                                         | 0624       | － |
| 270 | ジャングル黒べえ                            | － | 連載   | 小学館         | 小学五年生 1973年03月号 - 12月号                                         | 0625       | － |
| 271 | ジャングル黒べえ（4コマ版）                 | － | 連載   | 毎日新聞社     | 毎日新聞大阪版（夕刊） 1973年02月03日付 - 07月14日付                     | 0628       | － |
| 272 | 劇画・オバQ                                 | － | 読切   | 小学館         | ビッグコミック 1973年02月25日号                                          | 07008      | － |
| 273 | 放浪惑星骸骨の洞窟                          | － | カ挿   | 早川書房       | ハヤカワ文庫（1973年03月31日）                                           | ART2       | 著：ニール・R・ジョーンズ ジェイムスン教授シリーズ2                                                                                           |
| 274 | ジャングル黒べえ                            | － | 連載   | 小学館         | 幼稚園 1973年04月号 - 10月号                                             | 0627       | － |
| 275 | ドラえもん                                  | － | 連載   | 小学館         | 小学五年生 1973年04月号 - 1991年02月号                                   | 001-016    | 第27回（昭和56年度）小学館漫画賞受賞作（児童部門）                                                                                            |
| 276 | ドラえもん                                  | － | 連載   | 小学館         | 小学六年生 1973年04月号 - 1991年02月号                                   | 001-016    | 第27回（昭和56年度）小学館漫画賞受賞作（児童部門）                                                                                            |
| 277 | パン太くん                                  | － | 連載   | 小学館         | 小学二年生 1973年04月号                                                  | 0928       | 作画：松山しげる ←『小学一年生』からの繰り上がり連載                                                                                          |
| 278 | イヤなイヤなイヤな奴                        | － | 読切   | 小学館         | ビッグコミック 1973年04月10日号                                          | 07009      | － |
| 279 | ペケポコバケラッタ 〜オバケのQ太郎 番外編〜 | ★  | 読切   | 小学館         | 小学六年生 1973年06月号                                                  | 0413       | － |
| 280 | 休日のガンマン                              | － | 読切   | 小学館         | ビッグコミック 1973年06月10日号                                          | 07010      | － |
| 281 | 宇宙開拓史                                  | － | 読切   | 徳間書店       | コミック&コミック 1973年07月11日号                                       | 07321      | － |
| 282 | スタジオボロ物語                            | － | 読切   | 集英社         | 別冊少年ジャンプ 1973年09月号                                            | 0373       | － |
| 283 | 定年退食                                    | － | 読切   | 小学館         | ビッグコミックオリジナル 1973年09月05日増刊号                            | 07011      | － |
| 284 | 権敷無妾付き                                | － | 読切   | 小学館         | ビッグコミック 1973年10月10日号                                          | 07012      | － |
| 285 | パジャママン                                | － | 連載   | 講談社         | たのしい幼稚園 1973年12月号 - 1974年11月号                               | 0912       | 原案：阿久悠 |
| 286 | パジャママン                                | － | 連載   | 講談社         | おともだち 1973年12月号 - 1974年11月号                                   | 0913       | 原案：阿久悠 |
| 287 | パジャママン                                | － | 連載   | 講談社         | テレビマガジン 1973年12月号 - 1974年10月号                               | 0911       | 原案：阿久悠 |
| 288 | ミラクルマン                                | － | 読切   | 小学館         | ビッグコミック 1973年11月25日号                                          | 07013      | － |
| ▲   | Ｚ                                          | Ｚ | Ｚ     | Ｚ             | 1974年（昭和49年）                                                       | Ｚ         | ↑ ↓ |
| 289 | パジャママン                                | － | 連載   | 講談社         | ディズニーランド 1974年01月号 - 11月号                                   | 0914       | 原案：阿久悠。前年12月に発売 |
| 290 | ドラミちゃん                                | － | 連載   | 小学館         | 小学生ブック 1974年01月号 - 09月号                                       | 02001      | 3月号までの誌名は『小学館BOOK』。前年12月に発売                                                                                               |
| 291 | モッコロくん                                | － | 連載   | 小学館         | 幼稚園 1974年01月号 - 1975年03月号                                       | 0921       | 前年12月に発売 |
| 292 | バケルくん                                  | － | 連載   | 小学館         | 小学二年生 1974年02月号 - 1975年03月号                                   | 0581       | 前年12月に発売 |
| 293 | ノスタル爺                                  | － | 読切   | 小学館         | ビッグコミックオリジナル号 1974年02月05日増刊号                          | 07014      | － |
| 294 | 惑星ゾルの王女                              | － | カ挿   | 早川書房       | ハヤカワ文庫（1974年02月28日）                                           | ART6       | 著：ニール・R・ジョーンズ ジェイムスン教授シリーズ3                                                                                           |
| 295 | モッコロくん                                | － | 連載   | 小学館         | 小学一年生 1974年04月号 - 1975年03月号                                   | 0922       | － |
| 296 | バケルくん                                  | － | 連載   | 小学館         | 小学三年生 1974年04月号 - 1976年03月号                                   | 0582       | － |
| 297 | キテレツ大百科                              | － | 連載   | 家の光協会     | こどもの光 1974年04月号 - 1977年07月号                                   | 051-052    | － |
| 298 | つくるくん                                  | － | 連載   | フレーベル館   | キンダーブック 1974年04月号 - 1975年03月号                               | 0926       | － |
| 299 | コロリころげた木の根っ子                    | － | 読切   | 小学館         | ビッグコミック 1974年04月10日号                                          | 07015      | － |
| 300 | みきおとミキオ                              | － | 連載   | 小学館         | 小学四年生 1974年05月号 - 1975年03月号                                   | 0881       | － |
| 301 | みきおとミキオ                              | － | 連載   | 小学館         | 小学五年生 1974年05月号 - 1975年03月号                                   | 0882       | － |
| 302 | ぞうくんとりすちゃん                        | － | 連載   | 小学館         | めばえ 1974年05月号 - 1975年03月号                                       | 0925       | － |
| 303 | GIRL AND DOG IMAGINATION GAME!              | － | 1コマ  | 小学館         | ビッグコミック 1974年07月25日号                                          | 07121      | 「コパトーンパロディー」内 |
| 304 | 間引き                                      | － | 読切   | 小学館         | ビッグコミック 1974年09月10日号                                          | 07016      | － |
| 305 | 箱舟はいっぱい                              | － | 読切   | 早川書房       | SFマガジン 1974年10月臨時増刊号                                          | 07305      | － |
| 306 | アン子 大いに怒る                           | － | 読切   | 小学館         | 週刊少女コミック 1974年50号（12月08日）                                  | 07616      | 初出時のタイトルは『赤毛のアン子』 |
| 307 | やすらぎの館                                | － | 読切   | 小学館         | ビッグコミック 1974年12月10日号                                          | 07017      | － |
| ▲   | Ｚ                                          | Ｚ | Ｚ     | Ｚ             | 1975年（昭和50年）                                                       | Ｚ         | ↑ ↓ |
| 308 | とんでこいようちえんバス                    | － | 読切   | 講談社         | おともだち 1975年04月号                                                  | 0916       | 原案：みなとだいすけ |
| 309 | 4じげんぼうPポコ                            | － | 連載   | 小学館         | 幼稚園 1975年04月号 - 1976年03月号                                       | 0923       | － |
| 310 | 4じげんぼうPポコ                            | － | 連載   | 小学館         | 小学一年生 1975年04月号 - 1976年02月号                                   | 0924       | － |
| 311 | バケルくん                                  | － | 連載   | 小学館         | 小学四年生 1975年04月号 - 1976年03月号                                   | 0583       | － |
| 312 | ドラとバケルともうひとつ                    | － | 企画   | 小学館         | 小学四年生 1975年04月号 - 1976年03月号                                   | 02010      | － |
| 313 | ドラえもん大辞典                            | － | 構・絵 | 小学館         | 小学四年生 1975年04月号                                                  | 02011      | 「ドラとバケルともうひとつ」第01回 |
| 314 | ポコニャン                                  | － | 連載   | 潮出版社       | 希望の友 1975年04月号 - 1978年05月号                                     | 0941       | － |
| 315 | クイズだパズルだ暗号だ!                     | － | 構・絵 | 小学館         | 小学四年生 1975年05月号                                                  | 02012      | 「ドラとバケルともうひとつ」第02回 |
| 316 | ポストの中の明日                            | － | 読切   | 小学館         | 週刊少年サンデー 1975年18号（05月04日）                                  | 0741       | － |
| 317 | どことなくなんとなく                        | － | 読切   | 小学館         | ビッグコミック 1975年05月10日号                                          | 07101      | － |
| 318 | スターたん生                                | － | 構・文 | 小学館         | 小学四年生 1975年06月号                                                  | 0053       | 「ドラとバケルともうひとつ」第03回 |
| 319 | おまけ四年生                                | － | 構成   | 小学館         | 小学四年生 1975年07月号                                                  | 02013      | 「ドラとバケルともうひとつ」第04回 |
| 320 | なくな! ゆうれい                            | － | 読切   | 小学館         | 小学五年生 1975年07月号                                                  | 07610      | － |
| 321 | どらとバケルのカッコマンだよ夏休み          | － | 構・絵 | 小学館         | 小学四年生 1975年08月号                                                  | 02014      | 「ドラとバケルともうひとつ」第05回 |
| 322 | ボクラ共和国                                | － | 読切   | 小学館         | 小学五年生 1975年08月号                                                  | 07611      | － |
| 323 | 3万3千平米                                  | － | 読切   | 小学館         | ビッグコミック 1975年08月10日号                                          | 07102      | － |
| 324 | ぼく桃太郎のなんなのさ                      | － | 読切   | 小学館         | 小学四年生 1975年09月号                                                  | 0052       | 「ドラとバケルともうひとつ」第06回 |
| 325 | ドラえもん（のび太の恐竜）                  | － | 読切   | 小学館         | 週刊少年サンデー 1975年09月05日増刊号                                    | 02002      | － |
| 326 | ひとりぼっちの宇宙戦争                      | － | 読切   | 小学館         | 週刊少年サンデー 1975年37号（09月14日）                                  | 0742       | － |
| 327 | 学習なんでも図鑑                            | － | 構・絵 | 小学館         | 小学四年生 1975年10月号                                                  | 02015      | 「ドラとバケルともうひとつ」第07回 |
| 328 | 分岐点                                      | － | 読切   | 小学館         | ビッグコミック 1975年10月10日号                                          | 07103      | － |
| 329 | ぼくのオキちゃん                            | － | 読切   | 小学館         | 小学四年生 1975年11月号                                                  | 07612      | 「ドラとバケルともうひとつ」第08回 |
| 330 | 世界名作童話                                | － | 読切   | 小学館         | 小学四年生 1975年12月号                                                  | 07613      | 「ドラとバケルともうひとつ」第09回。初出時のタイトルは『世界名作童話集』                                                                      |
| ▲   | Ｚ                                          | Ｚ | Ｚ     | Ｚ             | 1976年（昭和51年）                                                       | Ｚ         | ↑ ↓ |
| 331 | ウルトラ・スーパー・デラックスマン          | － | 読切   | 早川書房       | SFマガジン 1976年01月号                                                  | 07306      | 前年11月に発売 |
| 332 | マンガワークブック                          | － | 構・絵 | 小学館         | 小学四年生 1976年01月号                                                  | 02016      | 「ドラとバケルともうひとつ」第10回。前年12月に発売                                                                                            |
| 333 | リトベラのたて琴                            | － | 読切   | 小学館         | 小学四年生 1976年02月号                                                  | 02017      | 「ドラとバケルともうひとつ」第11回。前年12月に発売                                                                                            |
| 334 | T・Mは絶対に…                               | － | 読切   | 早川書房       | SFマガジン 1976年03月号                                                  | 07307      | － |
| 335 | 未来の遊び百科                              | － | 構・絵 | 小学館         | 小学四年生 1976年03月号                                                  | 02018      | 「ドラとバケルともうひとつ」第12回 |
| 336 | 幸運児                                      | － | 読切   | 早川書房       | SFマガジン 1976年04月号                                                  | 07308      | － |
| 337 | 一千年後の再会                              | － | 読切   | 奇想天外社     | 奇想天外 1976年04月号                                                    | 07313      | － |
| 338 | おれ、夕子                                  | － | 読切   | 小学館         | 週刊少年サンデー 1976年04月15日増刊号                                    | 0743       | － |
| 339 | Uボー                                       | － | 連載   | 毎日新聞社     | 毎日こどもしんぶん 1976年03月27日付 - 1979年08月25日付                   | 093        | － |
| 340 | 大予言                                      | － | 読切   | 早川書房       | SFマガジン 1976年05月号                                                  | 07309      | － |
| 341 | バウバウ大臣                                | － | 連載   | 小学館         | 小学三年生 1976年05月号 - 12月号                                         | 0884       | － |
| 342 | バウバウ大臣                                | － | 連載   | 小学館         | 小学四年生 1976年05月号 - 12月号                                         | 0885       | － |
| 343 | オバケのQ太郎                               | ★  | 読切   | 集英社         | 月刊少年ジャンプ 1976年05月号                                            | 0414       | － |
| 344 | 老雄大いに語る                              | － | 読切   | 早川書房       | SFマガジン 1976年06月号                                                  | 07310      | － |
| 345 | バウバウ大臣                                | － | 連載   | 小学館         | 小学二年生 1976年06月号 - 12月号                                         | 0883       | － |
| 346 | きゃぷてんボン                              | － | 連載   | 小学館         | てれびくん 1976年06月号（創刊号） - 10月号                               | 0915       | － |
| 347 | ドラえもん（古城の幽霊）                    | － | 読切   | 小学館         | 週刊少年サンデー 1976年06月15日増刊号                                    | 02003      | － |
| 348 | 光陰                                        | － | 読切   | 早川書房       | SFマガジン 1976年07月号                                                  | 07311      | － |
| 349 | 俺と俺と俺                                  | － | 読切   | 小学館         | GORO 1976年07月08日号                                                    | 07315      | － |
| 350 | 女には売るものがある                        | － | 読切   | 小学館         | ビッグコミック 1976年08月01日増刊号                                      | 07104      | － |
| 351 | ドラえもん（ハロー宇宙人）                  | － | 読切   | 小学館         | 週刊少年サンデー 1976年08月10日増刊号                                    | 02004      | － |
| 352 | みどりの守り神                              | － | 読切   | 朝日ソノラマ   | マンガ少年 1976年09月号                                                  | 07501      | － |
| 353 | ドラえもん（ドラえもん大海戦）              | － | 読切   | 小学館         | 週刊少年サンデー 1976年09月10日増刊号                                    | 02005      | － |
| 354 | ドラえもん                                  | － | 連載   | 小学館         | てれびくん 1976年12月号付録 - 1977年08月号付録                           | 0183       | 第27回（昭和56年度）小学館漫画賞受賞作（児童部門）                                                                                            |
| 355 | 耳太郎                                      | － | 読切   | 朝日ソノラマ   | マンガ少年 1976年12月号                                                  | 07502      | － |
| ▲   | Ｚ                                          | Ｚ | Ｚ     | Ｚ             | 1977年（昭和52年）                                                       | Ｚ         | ↑ ↓ |
| 356 | カンビュセスの籤                            | － | 読切   | 徳間書店       | 別冊問題小説 1977年冬期特別号                                            | 07316      | 前年12月に発売 |
| 357 | エスパー魔美                                | － | 連載   | 小学館         | マンガくん 1977年創刊号（01月10日） - 1978年16号（08月25日）             | 053-055    | 前年12月に発売 |
| 358 | ユメカゲロウ                                | － | 読切   | 朝日ソノラマ   | マンガ少年 1977年03月号                                                  | 07503      | － |
| 359 | 双子惑星恐怖の遠心宇宙船                    | － | カ挿   | 早川書房       | ハヤカワ文庫（1977年04月30日）                                           | ART3       | 著：ニール・R・ジョーンズ ジェイムスン教授シリーズ4                                                                                           |
| 360 | 氷になった男                                | － | 挿絵   | セルフ出版     | 月刊小説マガジン 1977年05月創刊号                                        | 未確定     | 著：かんべむさし |
| 361 | 考える足                                    | － | 読切   | 朝日ソノラマ   | マンガ少年 1977年06月号                                                  | 07504      | － |
| 362 | 宇宙兵ブルース                              | － | 挿絵   | 早川書房       | ハヤカワ文庫（1977年06月15日）                                           | ART4       | 著：ハリイ・ハリスン |
| 363 | オヤジロック                                | － | 読切   | 早川書房       | SFマガジン 1977年07月号                                                  | 07312      | － |
| 364 | 宇宙人レポート サンプルAとB                 | － | 読切   | 徳間書店       | 別冊問題小説 1977年夏期特別号                                            | 07317      | 作画：小森麻実 |
| 365 | ぼくは神様                                  | － | 読切   | 朝日ソノラマ   | マンガ少年 1977年09月号                                                  | 07505      | － |
| 366 | 未来ドロボウ                                | － | 読切   | 小学館         | 週刊少年サンデー 1977年37号（09月11日）                                  | 0744       | － |
| 367 | 中年スーパーマン左江内氏                    | － | 連載   | 双葉社         | 週刊漫画アクション 1977年09月15日号 - 1978年10月26日号                   | 0871       | － |
| ▲   | Ｚ                                          | Ｚ | Ｚ     | Ｚ             | 1978年（昭和53年）                                                       | Ｚ         | ↑ ↓ |
| 368 | 宇宙人                                      | － | 読切   | 朝日ソノラマ   | マンガ少年 1978年01月号                                                  | 07506      | 前年12月に発売 |
| 369 | あのバカは荒野をめざす                      | － | 読切   | 小学館         | ビッグコミック 1978年01月10日号                                          | 07105      | 前年12月に発売 |
| 370 | ドラえもん                                  | － | 読切   | 小学館         | 入学準備小学一年生 1978年02号（02月14日）                                | 011        | － |
| 371 | T・Pぼん                                    | － | 連載   | 潮出版社       | 少年ワールド 1978年08月号 - 1979年09月号                                 | 079        | － |
| 372 | 老年期の終り                                | － | 読切   | 朝日ソノラマ   | マンガ少年 1978年08月号                                                  | 07507      | － |
| 373 | 並平家の一日                                | － | 読切   | 学習研究社     | SFファンタジア 風刺編（1978年08月10日）                                  | 07318      | － |
| 374 | ぼくの悪行                                  | － | 読切   | 双葉社         | 週刊漫画アクション 1978年08月31日号                                      | 07201      | － |
| 375 | うちの石炭紀                                | － | 読切   | 朝日ソノラマ   | マンガ少年 1978年11月号                                                  | 07508      | － |
| 376 | ドラえもん誕生                              | － | 読切   | 小学館         | ドラえもん藤子不二雄の世界（1978年11月25日）                             | 02009      | － |
| 377 | 流血鬼                                      | － | 読切   | 小学館         | 週刊少年サンデー 1978年52号（12月24日）                                  | 0745       | － |
| ▲   | Ｚ                                          | Ｚ | Ｚ     | Ｚ             | 1979年（昭和54年）                                                       | Ｚ         | ↑ ↓ |
| 378 | ベソとこたつと宇宙船                        | － | 読切   | 家の光協会     | こどもの光 1979年01月号付録                                              | 07606      | 前年12月に発売 |
| 379 | ふたりぼっち                                | － | 読切   | 小学館         | 週刊少年サンデー 1979年01月25日増刊号                                    | 0746       | 前年12月に発売 |
| 380 | 影男                                        | － | 読切   | 朝日ソノラマ   | マンガ少年 1979年02月号                                                  | 07509      | － |
| 381 | 宇宙船製造法                                | － | 読切   | 小学館         | 週刊少年サンデー 1979年08号（02月18日）                                  | 0747       | － |
| 382 | 山寺グラフィティ                            | － | 読切   | 小学館         | 週刊少年サンデー 1979年03月20日増刊号                                    | 0748       | － |
| 383 | マイロボット                                | － | 読切   | 朝日ソノラマ   | マンガ少年 1979年04月号                                                  | 07510      | － |
| 384 | メフィスト惨歌                              | － | 読切   | 双葉社         | 週刊漫画アクション増刊 1979年04月14日号                                  | 07202      | － |
| 385 | ミラ・クル・1                               | － | 連載   | 小学館         | 月刊コロコロコミック 1979年04月号 - 12月号                               | 0901       | － |
| 386 | 恋人製造法                                  | － | 読切   | 小学館         | 週刊少年サンデー 1979年04月25日増刊号                                    | 0749       | － |
| 387 | ドラえもん                                  | － | 連載   | 小学館         | てれびくん 1979年05月号 - 1983年03月号                                   | 019        | 第27回（昭和56年度）小学館漫画賞受賞作（児童部門）                                                                                            |
| 388 | エスパー魔美                                | － | 連載   | 小学館         | 少年ビッグコミック 1979年10号（05月25日） - 1983年05号（03月11日）       | 056-057    | － |
| 389 | 創世日記                                    | － | 読切   | 朝日ソノラマ   | マンガ少年 1979年07月号                                                  | 07511      | － |
| 390 | コマーさる                                  | － | 読切   | 家の光協会     | こどもの光 1979年08月号                                                  | 07607      | － |
| 391 | ドラQパーマン                               | － | 読切   | 小学館         | 月刊コロコロコミック 1979年08月号                                        | 02008      | 名義：藤子不二雄&しのだひでお（藤本がネームを執筆し、しのだが作画）                                                                           |
| 392 | 神さまごっこ                                | － | 読切   | 双葉社         | 週刊漫画アクション増刊 1979年08月31日号                                  | 07203      | － |
| 393 | ドラえもんとドラミちゃん                    | － | 読切   | 小学館         | 月刊コロコロコミック 1979年09月号                                        | 02006      | － |
| 394 | パラレル同窓会                              | － | 読切   | 小学館         | ビッグゴールド NO.4（1979年11月05日）                                    | 07106      | － |
| 395 | 四畳半SL旅行                                | － | 読切   | 朝日ソノラマ   | マンガ少年 1979年12月号                                                  | 07512      | － |
| 396 | あいつのタイムマシン                        | － | 読切   | 双葉社         | 週刊漫画アクション増刊 1979年12月11日号                                  | 07204      | － |
| ▲   | Ｚ                                          | Ｚ | Ｚ     | Ｚ             | 1980年（昭和55年）                                                       | Ｚ         | ↑ ↓ |
| 397 | 大長編ドラえもん のび太の恐竜               | － | 連載   | 小学館         | 月刊コロコロコミック 1980年01月号 - 03月号                               | 0211       | 前年12月に発売。連載時の題名は『映画ドラえもん のび太の恐竜』                                                                                 |
| 398 | 街がいた!!                                  | － | 読切   | 朝日ソノラマ   | マンガ少年 1980年04月号                                                  | 07601      | － |
| 399 | いけにえ                                    | － | 読切   | 双葉社         | 週刊漫画アクション増刊 1980年04月19日号                                  | 07205      | － |
| 400 | T・Pぼん                                    | － | 連載   | 潮出版社       | コミックトム 1980年05月創刊号 - 1986年07月号                             | 080-081    | － |
| 401 | 絶滅の島（サイレント版）                    | － | 読切   | ツルモトルーム | スターログ 1980年07月号                                                  | 07608      | － |
| 402 | 征地球論                                    | － | 読切   | 朝日ソノラマ   | マンガ少年 1980年07月号                                                  | 07602      | － |
| 403 | 超兵器ガ壱號                                | － | 読切   | 双葉社         | 週刊漫画アクション増刊 1980年08月02日号                                  | 07206      | － |
| 404 | 大長編ドラえもん のび太の宇宙開拓史         | － | 連載   | 小学館         | 月刊コロコロコミック 1980年09月号 - 1981年02月号                         | 0212       | 連載時の題名は『ドラえもん のび太の宇宙開拓史』                                                                                               |
| 405 | クレオパトラだぞ                            | － | 読切   | 小学館         | ビッグゴールド NO.6（1980年09月30日）                                    | 07107      | － |
| 406 | かわい子くん                                | － | 読切   | 朝日ソノラマ   | マンガ少年 1980年10月号                                                  | 07603      | － |
| 407 | テレパ椎                                    | － | 読切   | 双葉社         | 週刊漫画アクション増刊 1980年12月06日号                                  | 07207      | － |
| ▲   | Ｚ                                          | Ｚ | Ｚ     | Ｚ             | 1981年（昭和56年）                                                       | Ｚ         | ↑ ↓ |
| 408 | ニューイヤー星調査行                        | － | 読切   | 朝日ソノラマ   | マンガ少年 1981年02月号                                                  | 07604      | － |
| 409 | 旅人還る                                    | － | 読切   | 双葉社         | 週刊漫画アクション増刊 1981年03月07日号                                  | 07208      | － |
| 410 | ドラミちゃん                                | － | 読切   | 小学館         | 小学三年生 1981年04月号                                                  | 012        | － |
| 411 | 白亜荘二泊三日                              | － | 読切   | 双葉社         | 週刊漫画アクション増刊 1981年07月06日号                                  | 07209      | － |
| 412 | タイムカメラ                                | － | 読切   | 小学館         | ビッグコミック 1981年07月24日号                                          | 07108      | － |
| 413 | 21エモン（2本足で星から星へ）               | － | 読切   | 小学館         | 月刊コロコロコミック 1981年08月号                                        | 0643       | － |
| 414 | 福来たる                                    | － | 読切   | 双葉社         | 週刊漫画アクション増刊 1981年09月05日号                                  | 07210      | 初出時のタイトルは『福来る』（読みは「ふくきたる」）                                                                                          |
| 415 | 大長編ドラえもん のび太の大魔境             | － | 連載   | 小学館         | 月刊コロコロコミック 1981年09月号 - 1982年02月号                         | 0213       | 連載時の題名は『ドラえもん のび太の大魔境』                                                                                                   |
| 416 | ミニチュア製造カメラ                        | － | 読切   | 小学館         | ビッグコミック 1981年09月25日号                                          | 07109      | － |
| 417 | 値ぶみカメラ                                | － | 読切   | 小学館         | ビッグコミック 1981年10月25日号                                          | 07110      | － |
| 418 | 同録スチール                                | － | 読切   | 小学館         | ビッグコミック 1981年12月10日号                                          | 07111      | － |
| ▲   | Ｚ                                          | Ｚ | Ｚ     | Ｚ             | 1982年（昭和57年）                                                       | Ｚ         | ↑ ↓ |
| 419 | 求む! 求める人                              | － | 読切   | 双葉社         | 週刊漫画アクション増刊 1982年01月02日号                                  | 07211      | 前年12月に発売 |
| 420 | タイムマシンを作ろう                        | － | 読切   | 小学館         | ビッグコミック 1982年01月10日号                                          | 07112      | 前年12月に発売 |
| 421 | ドラえもん                                  | － | 1コマ  | 朝日新聞社     | 朝日新聞 1982年01月01日付                                                | 未確定     | － |
| 422 | 夢カメラ                                    | － | 読切   | 小学館         | ビッグコミック 1982年03月25日号                                          | 07113      | － |
| 423 | ある日……                                    | － | 読切   | 奇想天外社     | マンガ奇想天外 1982年05月15日号                                          | 07314      | － |
| 424 | 倍速                                        | － | 読切   | 双葉社         | 週刊漫画アクション増刊 1982年06月05日号                                  | 07212      | － |
| 425 | コラージュ・カメラ                          | － | 読切   | 小学館         | ビッグコミック 1982年06月10日号                                          | 07114      | － |
| 426 | 大長編ドラえもん のび太の海底鬼岩城         | － | 連載   | 小学館         | 月刊コロコロコミック 1982年08月号 - 1983年02月号                         | 0221       | 連載開始時の題名は『ドラえもん のび太の海底城』。9月号ではじめて扉に「大長編」の記載が登場。12月号から『ドラえもん のび太の海底鬼岩城』に改題 |
| 427 | 懐古の客                                    | － | 読切   | 小学館         | ビッグコミック 1982年08月10日号                                          | 07115      | － |
| 428 | 四海鏡                                      | － | 読切   | 小学館         | ビッグコミック 1982年10月10日号                                          | 07116      | － |
| 429 | 昨日のおれは今日の敵                        | － | 読切   | 講談社         | COMICモーニング 1982年11月04日号                                         | 07319      | － |
| 430 | 侵略者                                      | － | 読切   | 双葉社         | 週刊漫画アクション増刊 1982年11月09日号                                  | 07213      | － |
| 431 | 親子とりかえばや                            | － | 読切   | 小学館         | ビッグコミック 1982年12月10日号                                          | 07117      | － |
| ▲   | Ｚ                                          | Ｚ | Ｚ     | Ｚ             | 1983年（昭和58年）                                                       | Ｚ         | ↑ ↓ |
| 432 | 宇宙からのおとし玉                          | － | 読切   | 小学館         | 別冊コロコロコミック 1983年01月01日号                                    | 07614      | 初出時のタイトルは『宇宙からのオトシダマ』。前年12月に発売                                                                                    |
| 433 | 殺され屋                                    | － | 読切   | 講談社         | COMICモーニング 1983年01月13日号                                         | 07320      | 前年12月に発売 |
| 434 | マイホーム                                  | － | 読切   | 双葉社         | 週刊漫画アクション増刊 1983年02月03日号                                  | 07214      | － |
| 435 | パーマン（新）                              | － | 連載   | 小学館         | てれびくん 1983年04月号 - 1984年04月号                                   | 0491       | － |
| 436 | パーマン（新）                              | － | 連載   | 小学館         | 小学三年生 1983年04月号 - 1985年03月号                                   | 050        | 『小学四年生』と同じものを同時掲載 |
| 437 | パーマン（新）                              | － | 連載   | 小学館         | 小学四年生 1983年04月号 - 1986年03月号                                   | 050        | 『小学三年生』と同じものを同時掲載 |
| 438 | 宙ポコ                                      | － | 連載   | 小学館         | 別冊コロコロコミック 1983年04月号 - 06月号                               | 0902       | － |
| 439 | 丑の刻禍冥羅                                | － | 読切   | 小学館         | ビッグコミック 1983年03月25日号                                          | 07118      | － |
| 440 | パーマン（新）                              | － | 連載   | 小学館         | 月刊コロコロコミック 1983年04月号 - 1984年06月号                         | 0492       | － |
| 441 | マイシェルター                              | － | 読切   | 双葉社         | 月刊スーパーアクション 1983年07月号                                      | 07215      | － |
| 442 | タイムマシン大図解                          | － | 1コマ  | 小学館         | 漫画集団「チーズ」（1983年07月25日）                                     | EX2        | － |
| 443 | 鉄人をひろったよ                            | － | 読切   | 小学館         | ビッグコミック 1983年07月25日号                                          | 07119      | － |
| 444 | 裏町裏通り名画館                            | － | 読切   | 双葉社         | 月刊スーパーアクション 1983年09月号                                      | 07216      | － |
| 445 | 大長編ドラえもん のび太の魔界大冒険         | － | 連載   | 小学館         | 月刊コロコロコミック 1983年09月号 - 1984年02月号                         | 0222       | － |
| ▲   | Ｚ                                          | Ｚ | Ｚ     | Ｚ             | 1984年（昭和59年）                                                       | Ｚ         | ↑ ↓ |
| 446 | 宙犬トッピ                                  | － | 連載   | 小学館         | 別冊コロコロコミック 1984年01月号 - 06月号                               | 0903       | 前年12月に発売 |
| 447 | バケルくん（新）                            | － | 連載   | 小学館         | 別冊コロコロコミック 1984年07月号 - 10月号                               | 0584       | － |
| 448 | ドラえもん（ドンジャラ村のホイ）            | － | 読切   | 小学館         | 月刊コロコロコミック 1984年07月号                                        | 02007      | － |
| 449 | 大長編ドラえもん のび太の宇宙小戦争         | － | 連載   | 小学館         | 月刊コロコロコミック 1984年08月号 - 1985年01月号                         | 0223       | － |
| 450 | 有名人販売株式会社                          | － | 読切   | 双葉社         | 月刊スーパーアクション 1984年09月号                                      | 07217      | － |
| 451 | のらくろよ永遠に                            | ★  | 読切   | 潮書房         | 丸 1984年09月号                                                          | 未確定     | － |
| ▲   | Ｚ                                          | Ｚ | Ｚ     | Ｚ             | 1985年（昭和60年）                                                       | Ｚ         | ↑ ↓ |
| 452 | チンプイ                                    | － | 連載   | 中央公論社     | 藤子不二雄ランド vol.50（1985年06月14日） - 301（1991年02月03日）        | 077-078    | － |
| 453 | 絶滅の島                                    | － | 読切   | 小学館         | 『少年SF短編集』3〈TC〉1985年07月25日）                                  | 07609      | 1980年のサイレント版を大幅改定 |
| 454 | 大長編ドラえもん のび太と鉄人兵団           | － | 連載   | 小学館         | 月刊コロコロコミック 1985年08月号 - 1986年01月号                         | 0231       | － |
| ▲   | Ｚ                                          | Ｚ | Ｚ     | Ｚ             | 1986年（昭和61年）                                                       | Ｚ         | ↑ ↓ |
| 455 | 大長編ドラえもん のび太と竜の騎士           | － | 連載   | 小学館         | 月刊コロコロコミック 1986年11月号 - 1987年03月号                         | 0232       | － |
| ▲   | Ｚ                                          | Ｚ | Ｚ     | Ｚ             | 1988年（昭和63年）                                                       | Ｚ         | ↑ ↓ |
| 456 | 大長編ドラえもん のび太の日本誕生           | － | 連載   | 小学館         | 月刊コロコロコミック 1988年10月号 - 1989年03月号                         | 0241       | 名義：藤子不二雄Ⓕ → 1989年3月号から藤子・F・不二雄                                                                                            |
| ▲   | Ｚ                                          | Ｚ | Ｚ     | Ｚ             | 1989年（平成元年）                                                       | Ｚ         | ↑ ↓ |
| 457 | 昭和23年春のある虫ファン                    | － | 1頁    | 朝日新聞社     | 朝日ジャーナル臨時増刊「手塚治虫の世界」 1989年04月20日号                | ART1       | － |
| 458 | 大長編ドラえもん のび太とアニマル惑星       | － | 連載   | 小学館         | 月刊コロコロコミック 1989年10月号 - 1990年03月号                         | 0242       | － |
| ▲   | Ｚ                                          | Ｚ | Ｚ     | Ｚ             | 1990年（平成2年）                                                        | Ｚ         | ↑ ↓ |
| 459 | 大長編ドラえもん のび太のドラビアンナイト   | － | 連載   | 小学館         | 月刊コロコロコミック 1990年09月号 - 1991年02月号                         | 0243       | － |
| ▲   | Ｚ                                          | Ｚ | Ｚ     | Ｚ             | 1991年（平成3年）                                                        | Ｚ         | ↑ ↓ |
| 460 | 未来の想い出                                | － | 連載   | 小学館         | ビッグコミック 1991年06月10日号 - 08月25日号                             | 0872       | － |
| 461 | 大長編ドラえもん のび太と雲の王国           | － | 連載   | 小学館         | 月刊コロコロコミック 1991年10月号 - 1992年01月号                         | 0251       | 中断。2、3月号は藤子プロによる絵物語 |
| ▲   | Ｚ                                          | Ｚ | Ｚ     | Ｚ             | 1992年（平成4年）                                                        | Ｚ         | ↑ ↓ |
| 462 | 大長編ドラえもん のび太とブリキの迷宮       | － | 連載   | 小学館         | 月刊コロコロコミック 1992年09月号 - 1993年03月号                         | 0253       | － |
| ▲   | Ｚ                                          | Ｚ | Ｚ     | Ｚ             | 1993年（平成5年）                                                        | Ｚ         | ↑ ↓ |
| 463 | 大長編ドラえもん のび太と夢幻三剣士         | － | 連載   | 小学館         | 月刊コロコロコミック 1993年09月号 - 1994年03月号                         | 0254       | － |
| ▲   | Ｚ                                          | Ｚ | Ｚ     | Ｚ             | 1994年（平成6年）                                                        | Ｚ         | ↑ ↓ |
| 464 | 大長編ドラえもん のび太と雲の王国（完結編） | － | 読切   | 小学館         | ドラえもんクラブ 2号（1994年05月01日）                                   | 0252       | － |
| 465 | ドラえもん（ガラパ星からきた男）            | － | 連載   | 小学館         | 小学三年生 1994年07月号 - 09月号                                         | 017        | 『小学四・五年生』と同じものを同時掲載 |
| 466 | ドラえもん（ガラパ星からきた男）            | － | 連載   | 小学館         | 小学四年生 1994年07月号 - 09月号                                         | 017        | 『小学三・五年生』と同じものを同時掲載 |
| 467 | ドラえもん（ガラパ星からきた男）            | － | 連載   | 小学館         | 小学五年生 1994年07月号 - 09月号                                         | 017        | 『小学三・四年生』と同じものを同時掲載 |
| 468 | 大長編ドラえもん のび太の創世日記           | － | 連載   | 小学館         | 月刊コロコロコミック 1994年09月号 - 1995年03月号                         | 0261       | － |
| ▲   | Ｚ                                          | Ｚ | Ｚ     | Ｚ             | 1995年（平成7年）                                                        | Ｚ         | ↑ ↓ |
| 469 | 異人アンドロ氏                              | － | 読切   | 小学館         | ビッグコミック 1995年05月10日号                                          | 07120      | － |
| 470 | 大長編ドラえもん のび太と銀河超特急         | － | 連載   | 小学館         | 月刊コロコロコミック 1995年09月号 - 1996年02月号                         | 0262       | － |
| ▲   | Ｚ                                          | Ｚ | Ｚ     | Ｚ             | 1996年（平成8年）                                                        | Ｚ         | ↑ ■ |
| 471 | 大長編ドラえもん のび太のねじ巻き都市冒険記 | － | 連載   | 小学館         | 月刊コロコロコミック 1996年09月号 - 1997年03月                           | 0263       | 絶筆。12月号掲載分の下描きを遺して藤本が逝去。以降は藤子プロが制作                                                                            |
| ▲   | Ａ                                          | Ａ | Ａ W   | Ａ             | 一覧データはここまで。 以下はソート時用の種別見出し。                    | Ａ         | Ａ |
| ▲   | あ/                                         | Ｚ | Ｚ Ｚ  | あ/            | あ行                                                                     | Ｚ         | ■ ↓ |
| ▲   | か/                                         | Ｚ | Ｚ Ｚ  | か/            | か行                                                                     | Ｚ         | ↑ ↓ |
| ▲   | さ/                                         | Ｚ | Ｚ Ｚ  | さ/            | さ行                                                                     | Ｚ         | ↑ ↓ |
| ▲   | た/                                         | Ｚ | Ｚ Ｚ  | た/            | た行                                                                     | Ｚ         | ↑ ↓ |
| ▲   | な/                                         | Ｚ | Ｚ Ｚ  | Ｚ             | な行                                                                     | Ｚ         | ↑ ↓ |
| ▲   | は/                                         | Ｚ | Ｚ Ｚ  | は/            | は行                                                                     | Ｚ         | ↑ ↓ |
| ▲   | Ｚ                                          | Ｚ | Ｚ Ｚ  | ま/            | ま行                                                                     | Ｚ         | ↑ ■ |
| ▲   | ま/                                         | Ｚ | Ｚ Ｚ  | Ｚ             | ま行                                                                     | Ｚ         | ↑ ↓ |
| ▲   | や/                                         | Ｚ | Ｚ Ｚ  | Ｚ             | や行                                                                     | Ｚ         | ↑ ↓ |
| ▲   | ら/                                         | Ｚ | Ｚ Ｚ  | Ｚ             | ら行                                                                     | Ｚ         | ↑ ↓ |
| ▲   | わ/                                         | Ｚ | Ｚ Ｚ  | Ｚ             | わ行                                                                     | Ｚ         | ↑ ■ |
| ▲   | Ｚ                                          | Ｚ | Ｚ Ｚ  | Ｚ             | 数字                                                                     | Ｚ         | ↑ ■ |
| ▲   | Ｚ                                          | Ｚ | A/     | Ｚ             | 連載漫画                                                                 | Ｚ         | ■ ↓ |
| ▲   | Ｚ                                          | Ｚ | B/     | Ｚ             | 読切漫画                                                                 | Ｚ         | ↑ ↓ |
| ▲   | Ｚ                                          | Ｚ | C/     | Ｚ             | その他の漫画                                                             | Ｚ         | ↑ ↓ |
| ▲   | Ｚ                                          | Ｚ | D/     | Ｚ             | 漫画以外の作品                                                           | Ｚ         | ↑ ■ |
| ▲   | Ｚ                                          | Ｚ | Ｚ     | Ｚ             | 大全集『ドラえもん』収録作品                                             | 001        | ■ ↓ |
| ▲   | Ｚ                                          | Ｚ | Ｚ     | Ｚ             | 大全集『大長編ドラえもん』収録作品                                       | 021        | ↑ ↓ |
| ▲   | Ｚ                                          | Ｚ | Ｚ     | Ｚ             | 大全集『オバケのQ太郎』収録作品                                          | 027        | ↑ ↓ |
| ▲   | Ｚ                                          | Ｚ | Ｚ     | Ｚ             | 大全集『新オバケのQ太郎』収録作品                                        | 039        | ↑ ↓ |
| ▲   | Ｚ                                          | Ｚ | Ｚ     | Ｚ             | 大全集『パーマン』収録作品                                               | 043        | ↑ ↓ |
| ▲   | Ｚ                                          | Ｚ | Ｚ     | Ｚ             | 大全集『キテレツ大百科』収録作品                                         | 051        | ↑ ↓ |
| ▲   | Ｚ                                          | Ｚ | Ｚ     | Ｚ             | 大全集『エスパー魔美』収録作品                                           | 053        | ↑ ↓ |
| ▲   | Ｚ                                          | Ｚ | Ｚ     | Ｚ             | 大全集『バケルくん』収録作品                                             | 058        | ↑ ↓ |
| ▲   | Ｚ                                          | Ｚ | Ｚ     | Ｚ             | 大全集『海の王子』収録作品                                               | 059        | ↑ ↓ |
| ▲   | Ｚ                                          | Ｚ | Ｚ     | Ｚ             | 大全集『ジャングル黒べえ』収録作品                                       | 062        | ↑ ↓ |
| ▲   | Ｚ                                          | Ｚ | Ｚ     | Ｚ             | 大全集『21エモン』収録作品                                               | 063        | ↑ ↓ |
| ▲   | Ｚ                                          | Ｚ | Ｚ     | Ｚ             | 大全集『ウメ星デンカ』収録作品                                           | 065        | ↑ ↓ |
| ▲   | Ｚ                                          | Ｚ | Ｚ     | Ｚ             | 大全集『モジャ公』収録作品                                               | 069        | ↑ ↓ |
| ▲   | Ｚ                                          | Ｚ | Ｚ     | Ｚ             | 大全集『SF・異色短編』収録作品                                           | 070        | ↑ ↓ |
| ▲   | Ｚ                                          | Ｚ | Ｚ     | Ｚ             | 大全集『少年SF短編』収録作品                                             | 074        | ↑ ↓ |
| ▲   | Ｚ                                          | Ｚ | Ｚ     | Ｚ             | 大全集『チンプイ』収録作品                                               | 077        | ↑ ↓ |
| ▲   | Ｚ                                          | Ｚ | Ｚ     | Ｚ             | 大全集『T・Pぼん』収録作品                                               | 079        | ↑ ↓ |
| ▲   | Ｚ                                          | Ｚ | Ｚ     | Ｚ             | 大全集『てぶくろてっちゃん』収録作品                                     | 082        | ↑ ↓ |
| ▲   | Ｚ                                          | Ｚ | Ｚ     | Ｚ             | 大全集『すすめロボケット』収録作品                                       | 084        | ↑ ↓ |
| ▲   | Ｚ                                          | Ｚ | Ｚ     | Ｚ             | 大全集『中年スーパーマン左江内氏』収録作品                               | 087        | ↑ ↓ |
| ▲   | Ｚ                                          | Ｚ | Ｚ     | Ｚ             | 大全集『みきおとミキオ』収録作品                                         | 088        | ↑ ↓ |
| ▲   | Ｚ                                          | Ｚ | Ｚ     | Ｚ             | 大全集『ドビンソン漂流記』収録作品                                       | 089        | ↑ ↓ |
| ▲   | Ｚ                                          | Ｚ | Ｚ     | Ｚ             | 大全集『ミラ・クル・1』収録作品                                          | 090        | ↑ ↓ |
| ▲   | Ｚ                                          | Ｚ | Ｚ     | Ｚ             | 大全集『パジャママン』収録作品                                           | 091        | ↑ ↓ |
| ▲   | Ｚ                                          | Ｚ | Ｚ     | Ｚ             | 大全集『モッコロくん』収録作品                                           | 092        | ↑ ↓ |
| ▲   | Ｚ                                          | Ｚ | Ｚ     | Ｚ             | 大全集『Uボー』収録作品                                                  | 093        | ↑ ↓ |
| ▲   | Ｚ                                          | Ｚ | Ｚ     | Ｚ             | 大全集『ポコニャン』収録作品                                             | 094        | ↑ ↓ |
| ▲   | Ｚ                                          | Ｚ | Ｚ     | Ｚ             | 大全集『ベラボー』収録作品                                               | 095        | ↑ ↓ |
| ▲   | Ｚ                                          | Ｚ | Ｚ     | Ｚ             | 大全集『チンタラ神ちゃん』収録作品                                       | 096        | ↑ ↓ |
| ▲   | Ｚ                                          | Ｚ | Ｚ     | Ｚ             | 大全集『仙べえ』収録作品                                                 | 097        | ↑ ↓ |
| ▲   | Ｚ                                          | Ｚ | Ｚ     | Ｚ             | 大全集『初期SF作品』収録作品                                             | 098        | ↑ ↓ |
| ▲   | Ｚ                                          | Ｚ | Ｚ     | Ｚ             | 大全集『初期少女・幼年作品』収録作品                                     | 099        | ↑ ↓ |
| ▲   | Ｚ                                          | Ｚ | Ｚ     | Ｚ             | 大全集『UTOPIA』収録作品                                                 | 100        | ↑ ↓ |
| ▲   | Ｚ                                          | Ｚ | Ｚ     | Ｚ             | 大全集別巻収録作品                                                       | 200        | ↑ ↓ |
| ▲   | Ｚ                                          | Ｚ | Ｚ     | Ｚ             | 大全集第3期特典『F・ART』収録作品                                        | 250        | ↑ ↓ |
| ▲   | Ｚ                                          | Ｚ | Ｚ     | Ｚ             | 大全集収録予定作品                                                       | 4/         | ↑ ↓ |
| ▲   | Ｚ                                          | Ｚ | Ｚ     | Ｚ             | 大全集への収録が未確定の作品                                             | ア         | ↑ ■ |
| ▲   | Ｚ                                          | Ｚ | Ｚ     | Ｚ             | 備考欄：名義                                                             | Ｚ         | ■↓ |
| ▲   | Ｚ                                          | Ｚ | Ｚ     | Ｚ             | 備考欄：共作者                                                           | Ｚ         | ↑↓ |
| ▲   | Ｚ                                          | Ｚ | Ｚ     | Ｚ             | 備考欄：受賞歴                                                           | Ｚ         | ↑↓ |
| ▲   | Ｚ                                          | Ｚ | Ｚ     | Ｚ             | 備考欄：その他                                                           | Ｚ         | ↑■ |

## 凡例

### No.
発表順での通し番号。他欄でのソート結果をデフォルトの発表順へと戻すのに使用。また見出し行に記載されている▲をクリックすると作品検索用目次へと戻る。
発表順は掲載媒体の発行日で判断。発行日が不明のものについては発行年内の最後尾に記載。
▲ 作品検索用目次へ戻る

### タイトル欄
作品タイトル。ソート順は五十音順とし、同名の場合はさらに発表（開始）順で指定。ただし以下の例外がある。
- タイトル末尾に付記されている（ ）内の副題・補足は無視する。
  - 例：1960年発表の「海の王子（ロケット・オリンピック）」と1963年発表の「海の王子（悪魔島ゴーレム）」は共に「うみのおうし」として扱い、前者の方が発表が早いためソート順が先となる。
- 以下のシリーズ作品についてはシリーズ名およびシリーズ順でソート順を指定し、個別作品タイトルを無視する。
  - 大長編ドラえもん
  - 『ジェイムスン教授シリーズ』

▲ 作品検索用目次へ戻る

### A欄
安孫子素雄との共作に★を記載。藤子Ⓐ以外の共作者については備考欄に記載。
▲ 作品検索用目次へ戻る

### 形式欄
作品を以下の形で分類。ソート順も以下の通り。
| No.欄の色      | 表中表記       | 説明             | 数     | 補足                                                                      |
| 連載漫画       | 連載漫画       | 連載漫画         | 計 183 |                                                                           |
|                | 連載           | 連載漫画         | 183    | 内4作は全話他誌と同じものの同時掲載。 内3作は学年繰り上がり時の継続連載。 |
| 読切漫画       | 読切漫画       | 読切漫画         | 計 244 |                                                                           |
|                | 連読切         | 連作読切         | 1      |                                                                           |
|                | 読切           | 読切             | 245    | 内4作が企画内。                                                           |
| その他の漫画   | その他の漫画   | その他の漫画     | 計 14  |                                                                           |
|                | 描下           | 描き下ろし単行本 | 1      |                                                                           |
|                | 絵物語         | 絵物語           | 1      |                                                                           |
|                | 1頁            | 1ページ漫画      | 8      |                                                                           |
|                | 4コマ          | 4コマ漫画        | 1      |                                                                           |
|                | 1コマ          | 1コマ漫画        | 4      |                                                                           |
| 漫画以外の作品 | 漫画以外の作品 | 漫画以外の作品   | 計 27  |                                                                           |
|                | 挿連           | 挿絵の連載       | 11     | 内1作は学年繰り上がり時の継続連載。                                       |
|                | カ挿           | カバーおよび挿絵 | 4      |                                                                           |
|                | 挿絵           | 挿絵             | 3      |                                                                           |
|                | 企画           | 企画連載         | 1      | 読切4、構・絵6、構・文1、構成1からなる。                                  |
|                | 構・絵         | 構成と絵         | 6      | すべて企画内。                                                            |
|                | 構・文         | 構成と文         | 1      | すべて企画内。                                                            |
|                | 構成           | 構成             | 1      | すべて企画内。                                                            |
| 総計           | 総計           | 総計             | 471    | 上記の重複を含む。                                                        |

▲ 作品検索用目次へ戻る

### 出版社欄
作品が掲載された雑誌・書籍などの発行出版社。ソート結果は五十音順。
▲ 作品検索用目次へ戻る

### 掲載誌欄
作品の初掲載媒体および掲載時期・期間を記載。掲載媒体は雑誌が中心となっているため掲載誌欄としているが、一部に書籍等の雑誌以外のものも含む。発行時期が分かり難い号表記の雑誌や書籍については、判明している限りで（ ）内に発行日を記載。
ソート順は五十音順とし、同名の場合はさらに発行（開始）順で指定。ただし以下の例外がある。
- 学年誌の学年については五十音ではなく数字順とし、また『二年ブック』等の数字から始まる雑誌については最後尾にまとめた。
  - 例：『小学一年生』は「しようかくいちねんせい」ではなく「しようかく1ねんせい」
- 系列誌等をまとめるため、一部の雑誌では接頭部分を除く等、便宜的なよみでソート順を指定している。
  - 「週刊」・「月刊」などの刊行頻度は無視する。
    - 例：『週刊少年サンデー』は「しようねんさんてえ」としてソート。

  - 「別冊」は原則無視し、無視した場合に同名となる本誌がある場合は、本誌→別冊の順でソート順を指定。
    - 『別冊少年サンデー』は「しようねんさんてえ」としてソートするが、同名となる本誌『週刊少年サンデー』があるため、『週刊』の次にソートされる。

  - 藤子Fの活動期間中に誌名変更のあった雑誌については以下の形でソートキーを統一。
    - おもしろブック：少年ブックとしてソート。
    - 希望の友・少年ワールド：コミックトムとしてソート。
    - 月刊別冊少年サンデー：別冊少年サンデーとしてソート。
    - 週刊少女コミック：少女コミックとしてソート。
    - 小学館ブック：小学館コミックスとしてソート。
    - 別冊少年ジャンプ：月刊少年ジャンプとしてソート。
    - マンガくん：少年ビッグコミックとしてソート。

▲ 作品検索用目次へ戻る

### 全集欄
藤子F作品の完全収録を目指した〈藤子・F・不二雄大全集〉における収録巻または収録予定を記載。
- 収録済：収録済作品の収録巻を、FZ-xxx として記載される同全集の通巻番号と、下付きで収録順を記載。番号のない第3期購入申込者特典の『F.アート』については「ART」と記載。収録が複数巻に渡る場合には「《開始巻》-《終了巻》」の形とし、収録順は省略した。また続刊中の場合には《終了巻》を未記載とする。巻数とタイトルの対応は#参考文献または藤子・F・不二雄大全集#書誌情報を参照。なお、『ドラえもん』の1巻から17巻までについては他作品とは異なる学年繰り上がり収録を採用しているため、各巻の収録状況を別表とした。
- 収録予定：『Fの森の歩き方』[2]・F全集付録の月報[3]で確認ができた収録期を記載。ただし、「名犬ラッシー」は『Fの森の歩き方』等より後に収録が発表されている[4]。
  - 4期：4期収録予定作品
  - 4期?：4期収録が正式には発表されていないが『Fの森の歩き方』において3期以降で収録と記載され、3期には未収録の作品
- 収録未確定：2012年9月25日現在で未収録であり、かつ上記の『Fの森の歩き方』等では収録期を確定できなかった作品。

▲ 作品検索用目次へ戻る

#### 学年誌へのドラえもんの収録
収録巻を行・掲載誌を列で表示。表中の4桁の数字はその列の雑誌への掲載年度を示す。年度は同じ年の4月から始まり翌年の3月で終わる学校年度。4月以外から連載が開始された場合は開始号を、途中より再掲載になり新作の掲載がなくなった年度については新作掲載の終了号を ( ) で付記し、その巻への収録範囲を示す。
例：「001」行2行目・「小四」列の「1970」は、『小学四年生』1970年4月号から1971年3月号に掲載された話が001巻（『ドラえもん』1巻）に収録されていることを示す。また、「001」行1行目・「小四」列の「1969 ('69.12-)」は1969年12月号から1970年3月号に掲載された話が1巻に収録されていることを示す。また「014」行・「小六」列の「1986 (-'86.7)」は1986年8月以降は再掲載となったため、以降の号に掲載された話は該当巻に収録されていないことを示す。
|     | 小一             | 小二          | 小三              | 小四              | 小五              | 小六           | 収録話数 | 収録話数 | 備考                                                                                             |
| --- | ---------------- | ------------- | ----------------- | ----------------- | ----------------- | -------------- | -------- | -------- | ------------------------------------------------------------------------------------------------ |
| 001 |                  |               |                   | 1969 ('69.12-)    |                   |                | 4        | 59       |                                                                                                  |
| 001 |                  |               | 1969 ('70.1-)     | 1970              |                   |                | 15       | 59       |                                                                                                  |
| 001 |                  | 1969 ('70.1-) | 1970              | 1971              | 1972              | 1973           | 40       | 59       |                                                                                                  |
| 002 | 1969 ('70.1-)    | 1970          | 1971              | 1972              | 1973              | 1974           | 63       | 63       |                                                                                                  |
| 003 | 1970             | 1971          | 1972              | 1973              | 1974              | 1975           | 72       | 72       |                                                                                                  |
| 004 | 1971             | 1972          | 1973              | 1974              | 1975              | 1976           | 72       | 72       |                                                                                                  |
| 005 | 1972             | 1973          | 1974              | 1975              | 1976              | 1977           | 72       | 72       |                                                                                                  |
| 006 | 1973             | 1974          | 1975              | 1976              | 1977              | 1978           | 72       | 72       |                                                                                                  |
| 007 | 1974 ('75.3-)    | 1975          | 1976              | 1977※             | 1978              | 1979           | 62       | 62       | ※1977年4月号に2話掲載                                                                            |
| 008 | 1975 (75.9-)     | 1976          | 1977              | 1978              | 1979              | 1980           | 67       | 67       |                                                                                                  |
| 009 | 1976             | 1977※         | 1978              | 1979              | 1980              | 1981           | 73       | 73       | ※1977年12月号に2話掲載                                                                           |
| 010 | 1977             | 1978          | 1979              | 1980              | 1981              | 1982           | 72       | 72       |                                                                                                  |
| 011 | 1978             | 1979          | 1980              | 1981              | 1982              | 1983           | 73       | 73       | 『入学準備小一』（1978年）掲載話収録                                                             |
| 012 | 1979             | 1980          | 1981※             | 1982              | 1983              | 1984           | 73       | 73       | ※1981年4月号に2話掲載                                                                            |
| 013 | 1980             | 1981          | 1982              | 1983              | 1984              | 1985           | 72       | 72       |                                                                                                  |
| 014 | 1981             | 1982          | 1983              | 1984              | 1985              | 1986 (-'86.7)  | 64       | 64       |                                                                                                  |
| 015 | 1982             | 1983          | 1984              | 1985              | 1986 (-'86.7)     | 1987 ('87.4)   | 53       | 94       |                                                                                                  |
| 015 | 1983             | 1984          | 1985              | 1986 (-'86.7)     | 1987 ('87.4)      |                | 41       | 94       |                                                                                                  |
| 016 | 1984             | 1985          | 1986※             | 1987 (-'87.5)     |                   | 1989           | 46       | 85       | ※1986年9-12月号は再掲載のためなし                                                                |
| 016 | 1985             | 1986 (-'86.8) | 1987 (-'87.5)     | 1988 ('88.6-)     |                   | 1990※ (-'91.2) | 39       | 85       | ※1990年1月号は再掲載のためなし                                                                   |
| 017 | 1986 (-'86.8)    | 1987 (-'87.5) |                   | 1989              |                   |                | 19       | 55       |                                                                                                  |
| 017 | 1987 (-'87.5)    |               | 1989※             | 1990※※            |                   |                | 23       | 55       | ※1990年3月号は同年月の『小四』と同時掲載のためなし ※※1990年12月号、1991年3月号は再掲載のためなし |
| 017 |                  |               | 1990※ (-'90.12)   |                   |                   |                | 9        | 55       | ※1990年2月号は再掲載のためなし                                                                   |
| 017 | 1990 ('90.4のみ) |               |                   |                   |                   |                | 1        | 55       |                                                                                                  |
| 017 |                  |               | 1994年7月号-9月号 | 1994年7月号-9月号 | 1994年7月号-9月号 |                | 3        | 55       | 「ガラパ星から来た男」3誌同時掲載                                                                |

▲ 作品検索用目次へ戻る

### 備考欄
上記以外で特記事項がある場合に記載。ソート時には以下の順で4種に区分し、複数の備考がある場合の優先順位もこれに準じる。
- 名義：藤子不二雄および藤子・F・不二雄以外の名義で発表された作品については「名義：○○」の形で名義を記載。
- 共作者：安孫子以外の共作者がいる作品についてその役割と共に共作者を記載。安孫子については、別途A欄をもうけているため本欄には原則記載しないが、安孫子との分担に関わる特記事項がある場合はここに分類。
- 受賞歴：漫画賞受賞作品について賞名を記載。記載は受賞時点で開始済みの連載に限り、受賞作であっても読み切りや受賞時点で開始されていなかった連載には記載しない。
- その他：その他の特記事項。

▲ 作品検索用目次へ戻る

## 掲載媒体の発売日
掲載順（No.でソートした際の順番）は、『Fの森の歩き方』は「月号」「○月○日号」等の表示に準じたおおまかな初出順なため、可能な限り実際の初出順（掲載媒体の発売日順）になるように修正した。
状況
掲載媒体（主に雑誌）の発売日が判明したもののみ、その発売日の順番になるように掲載順を入替え、No.も振り直した。
- 発売日が不明な項目は『Fの森の歩き方』の順番のまま、または可能性が高い発売時期の順番になっている。
  - 主に1960年代以前の雑誌の発売日が未確定。
  - 一部の増刊号の発売日が未確定。

### 掲載媒体の発売日一覧（暫定）
下記の一部の項目は、藤子作品が掲載された号とは別の号の次号予告等で確認したため、藤子作品掲載号の発売日とは異なる可能性がある（その間に発売日の変更があった場合等）。
- 前々月25日 - SFマガジン
- 前月1日 - 小学館の学習雑誌、別冊コロコロコミック、スターログ、こどもの光（後継の『ちゃぐりん』が前月1日）
- 前月3日売 - 漫画王
- 前月5日 - 少年ワールド
- 前月6日 - 希望の友、マンガ少年、月刊少年ジャンプ、ボーイズライフ
- 前月10日 - 小学館ブック
- 前月14日 - コミックトム
- 前月15日 - 月刊コロコロコミック、キンダーブック
- 表示日の15日前 - マンガくん
- 表示日の14日前 - 週刊誌
- 3月、6月、9月、12月の15日に発売 - 別冊問題小説

不明
- ビッグゴールド
- 月刊アクション - 前月1日? 前々月25日?
- 週刊少年サンデー増刊 - 「1979年秋の増刊号2」は表示日の21日前、「同3」は表示日の26日前に発売（予告頁にて確認）。

注意事項
- 本一覧では媒体に記された年度ごとに区切っているため、1月号等の前年12月に発売された媒体の順番が必ずしも発売順に並んでいない。
- 小学館の学習雑誌等、月初に発売する雑誌の2月号が前年12月末に発売されることがあるが、一部を除き「前年12月に発売」という記載は省略してある。